# Europäisches Parlament
Das Europäische Parlament (inoffiziell auch Europaparlament oder EU-Parlament; kurz EP; lateinisch Parlamentum Europaeum) mit offiziellem Sitz in Straßburg ist das Parlament der Europäischen Union (Art. 14 EU-Vertrag). Seit 1979 wird es alle fünf Jahre in allgemeinen, unmittelbaren, freien, geheimen, aber nicht gleichen Europawahlen von den Bürgern der EU gewählt. Damit ist das Europäische Parlament das einzige direkt gewählte Organ der Europäischen Union und die einzige direkt gewählte supranationale Institution weltweit. Zuletzt wurde das Parlament vom 6. bis 9. Juni 2024 gewählt. Das neu gewählte Parlament konstituierte sich am 16. Juli 2024.  
Seit der Gründung des Parlaments 1952 wurden seine Kompetenzen bei der EU-Rechtsetzung mehrmals deutlich erweitert, vor allem durch den Vertrag von Maastricht 1992 und zuletzt durch den Vertrag von Lissabon 2007, der am 1. Dezember 2009 in Kraft trat. Auch in Bezug auf die Bildung der Exekutive, also die Wahl der Europäischen Kommission, wurden die Rechte des Parlaments schrittweise ausgebaut. So müssen sich die Kandidaten für die EU-Kommission zunächst einer Anhörung im Europäischen Parlament stellen und ihre Eignung und Befähigung für das vorgeschlagene Amt unter Beweis stellen. Diese Anhörung führt in der Regel der entsprechende Ausschuss des Europäischen Parlaments durch und alle Anhörungen werden per Web-Stream über die Website des Europäischen Parlaments auch öffentlich gemacht. Erst nach der erfolgreich bestandenen Anhörung kann das Europäische Parlament (Plenum) den Kandidaten zum Mitglied der EU-Kommission wählen.
Im Europäischen Parlament fehlt der für viele Parlamente typische Gegensatz zwischen Regierungs- und Oppositionsfraktionen. Anders als in den meisten nationalen Parlamenten, in denen die Regierungsfraktionen normalerweise loyal zur Regierung stehen und deren Gesetzentwürfe prinzipiell unterstützen, bilden sich im Europäischen Parlament je nach Abstimmungsthema wechselnde Mehrheiten. Dies bewirkt auch, dass die einzelnen Europa-Abgeordneten unabhängiger sind und mit Verhandlungsgeschick und Sachkenntnis größeren Einfluss auf die EU-Gesetzgebung haben, als es Abgeordneten nationaler Parlamente möglich ist.
Seit der Europawahl 2014 umfasste das Parlament maximal 750 Sitze zuzüglich des Präsidenten, also 751 Abgeordnete (Art. 14 Abs. 2 EU-Vertrag). Ab 2024 hat das Parlament 720 Mitglieder. Das Parlament hat in der Wahlperiode 2024 bis 2029 acht Fraktionen sowie 30 fraktionslose Abgeordnete. In ihren Heimatländern sind diese Abgeordneten Mitglieder in rund 200 verschiedenen nationalen Parteien, die sich auf europäischer Ebene großenteils zu Europaparteien zusammengeschlossen haben.
Präsidentin des Europäischen Parlaments ist seit Januar 2022 Roberta Metsola. Arbeitsorte des Europäischen Parlaments sind neben Straßburg auch Brüssel und Luxemburg. Regelungen zu Organisation und Arbeitsweise enthält die Geschäftsordnung des Europäischen Parlaments.

## Aufgaben
Die Aufgaben des Europäischen Parlaments sind in Art. 14 EU-Vertrag beschrieben. Demzufolge wird das Parlament gemeinsam mit dem Rat als Gesetzgeber tätig, übt gemeinsam mit ihm die Haushaltsbefugnisse aus und nimmt die politische Kontrolle wahr. Des Weiteren soll es beratend tätig werden und den Kommissionspräsidenten wählen.

### Gesetzgebungsfunktion
Das Parlament teilt sich die Gesetzgebungsfunktion mit dem Rat der Europäischen Union, es nimmt also europäische Gesetze (Richtlinien, Verordnungen, Entscheidungen) an. In den meisten Politikfeldern gilt dafür seit dem Vertrag von Lissabon das sogenannte ordentliche Gesetzgebungsverfahren (Art. 294 AEU-Vertrag), bei dem Parlament und Rat der EU gleichberechtigt sind und jeweils in zwei Lesungen Änderungen an einem von der Europäischen Kommission vorgeschlagenen Gesetzestext einbringen können. Bei Uneinigkeit müssen sich Rat und Parlament in dritter Lesung in einem Vermittlungsausschuss einigen. Auch um den hohen Zeitaufwand dieses Verfahrens zu umgehen, werden jedoch immer mehr Gesetzesvorschläge in informellen Trilogverfahren verhandelt, um dann bereits in erster Lesung beschlossen werden zu können: zwischen 2004 und 2009 etwa traf dies auf 72 % aller Gesetzesentwürfe zu, im Vergleich zu 33 % zwischen 1999 und 2004.
Insgesamt ähnelt das Gesetzgebungsverfahren dem deutschen Gesetzgebungsverfahren zwischen Bundestag und Bundesrat. Allerdings besitzt das Europäische Parlament – anders als der Bundestag – kein eigenes Initiativrecht und kann daher keine eigenen Gesetzesvorlagen einbringen. Dieses Initiativrecht hat auf EU-Ebene nur die EU-Kommission, die nach Art. 225 AEU-Vertrag allerdings vom Europäischen Parlament zu dessen Ausübung aufgefordert werden kann.
In einer verbindlichen Erklärung aus dem Jahr 2010 haben sich die Parlamentarier mit der Kommission geeinigt, den geltenden europarechtlichen Vorschriften eine Interpretationshilfe zu geben, sodass in Zukunft auf Anstoß des Parlamentes die Kommission innerhalb von zwölf Monaten einen Gesetzentwurf vorlegen oder innerhalb von drei Monaten detailliert begründen muss, warum sie es nicht macht. Somit hat das Europäische Parlament erstmals ein zumindest eingeschränktes Initiativrecht.
Neben dem ordentlichen Gesetzgebungsverfahren gibt es noch andere Formen der Rechtsetzung in der EU, bei denen das Parlament weniger Mitspracherechte besitzt. Diese erstrecken sich nach dem Vertrag von Nizza heute jedoch nur noch auf einige bestimmte Politikbereiche. So muss das Parlament im Bereich der Wettbewerbspolitik lediglich konsultiert werden. Auch in der Gemeinsamen Außen- und Sicherheitspolitik hat es gemäß Art. 36 EUV kaum Mitspracherechte. Der Hohe Vertreter für Außen- und Sicherheitspolitik muss das Parlament regelmäßig informieren und dafür sorgen, dass die Auffassungen des Parlaments „gebührend berücksichtigt werden“. Seit Inkrafttreten des Vertrags von Lissabon am 1. Dezember 2009 besitzt das Europäische Parlament im Bereich der Gemeinsamen Handelspolitik das Recht, Abänderungsvorschläge zu Gesetzesentwürfen einzubringen sowie auf Ablehnung des jeweiligen Rechtsaktes.
Nach dieser Eingliederung in das ordentliche Gesetzgebungsverfahren bedürfen Verhandlungsergebnisse der Europäischen Kommission im Bereich der Gemeinsamen Handelspolitik der Genehmigung des Europäischen Parlaments, bevor zur Beschlussfassung durch den Europäischen Rat übergegangen werden kann.
Das deutsche Bundesverfassungsgericht spricht dem Europäischen Parlament in seinem Urteil zum Lissabon-Vertrag vom 30. Juni 2009 nur eine eingeschränkte demokratische Legitimation zu und sieht seine Entscheidungskompetenzen bezüglich weiterer Schritte einer europäischen Integration dadurch begrenzt.

### Budgetierungsfunktion
Das Europäische Parlament und der Rat der Europäischen Union (Ministerrat) entscheiden gemeinsam über den Haushalt der Europäischen Union (141,5 Mrd. Euro im Jahr 2010). Die Europäische Kommission schlägt einen Haushaltsentwurf vor; im Haushaltsverfahren können dann Parlament und Ministerrat Änderungen beschließen. Sind sich beide einig, tritt der Haushaltsplan mit den Änderungen in Kraft. Gibt es zwischen Parlament und Rat Differenzen über den Plan, wird ein komplexes Verfahren mit gegenseitigen Konsultationen und Abstimmungen durchgeführt. Gibt es auch nach dieser politischen Feinabstimmung keine Einigkeit, wird als letztes Mittel der Vermittlungsausschuss eingeschaltet. In der politischen Praxis führt das in der Regel dann zu einem Kompromiss und einer Einigung. Im Einzelnen ist das Verfahren in Art. 314 AEU-Vertrag geregelt.

### Kontrollfunktion
Außerdem übt das Parlament die parlamentarische Kontrolle über die Europäische Kommission und den Rat der Europäischen Union aus. Hierfür kann es Untersuchungsausschüsse einrichten und gegebenenfalls Klage beim Europäischen Gerichtshof erheben. Dies gilt auch in den Bereichen wie der Gemeinsamen Außen- und Sicherheitspolitik, wo Kommission und Rat exekutive Funktionen innehaben und die legislativen Mitbestimmungsrechte des Parlaments eingeschränkt sind. Damit das Parlament dieser Kontrollfunktion nachkommen kann, müssen die übrigen EU-Institutionen, also vor allem die Kommission, der Rat und die Europäische Zentralbank, dem Parlament regelmäßig Bericht über ihre Tätigkeiten erstatten; der Präsident des Parlaments nimmt auch an den Gipfeltreffen des Europäischen Rates teil. Außerdem können Europaabgeordnete schriftliche und mündliche parlamentarische Anfragen an die Kommission und den Rat richten. Während das Fragerecht gegenüber der Kommission in Art. 230 AEU-Vertrag eine ausdrückliche primärrechtliche Grundlage hat, beruht das Fragerecht gegenüber dem Rat auf einer 1973 gegebenen freiwilligen Erklärung des Rates, Fragen des Parlaments zu beantworten.
Ein weiteres wirksames Mittel der parlamentarischen Kontrolle ist das Misstrauensvotum gemäß Art. 234 AEUV. Mit einer doppelten Mehrheit – zwei Drittel der abgegebenen Stimmen und Mehrheit der Mitglieder – kann das Parlament der Kommission das Misstrauen aussprechen. Dann muss die gesamte Kommission geschlossen ihr Amt niederlegen.

### Wahlfunktion
Eine wichtige Rolle spielt das Parlament auch bei der Berufung der Kommission: Nach Art. 17 EU-Vertrag wählt das Parlament den Präsidenten der Europäischen Kommission. Das Vorschlagsrecht liegt dabei jedoch beim Europäischen Rat, der allerdings das Ergebnis der vorangegangenen Europawahl „berücksichtigen“ muss. Diese Bestimmung wurde bislang jeweils nur so weit ausgelegt, dass der vorgeschlagene Kandidat jeweils derjenigen europäischen Partei entstammt, die bei der Europawahl das beste Ergebnis erzielte; die wesentlichen Aushandlungen vor der Nominierung des Kommissionspräsidenten fanden zwischen den Regierungen der Mitgliedstaaten statt. Allerdings gab es immer wieder auch Vorschläge, dass die Europaparteien schon im Wahlkampf Spitzenkandidaten für das Amt des Kommissionspräsidenten ernennen sollen, um dadurch die Rolle des Parlaments gegenüber dem Europäischen Rat zu stärken. Entsprechende Versuche vor der Europawahl 2009 scheiterten jedoch aufgrund von Uneinigkeiten innerhalb der Europaparteien. Bei der Europawahl 2014 nominierten die fünf großen europäischen Parteienfamilien (Konservative, Sozialdemokraten, Liberale, Grüne, Sozialisten) erstmals europaweite Spitzenkandidaten, die im Wahlkampf mehr oder weniger stark im Vordergrund standen.
Außer dem Kommissionspräsidenten bestätigt das Parlament ebenfalls die gesamte Kommission. Auch hier werden die Kandidaten durch den Europäischen Rat nominiert, wobei die Entscheidung traditionell weitgehend den nationalen Regierungen überlassen wird. Das Parlament prüft jedoch die Kompetenz und Integrität der einzelnen Kommissare in den jeweiligen Fachausschüssen und entscheidet dann im Plenum über die Ernennung der Kommission. Dabei kann es nur die Kommission als Ganzes annehmen oder ablehnen, nicht einzelne Mitglieder. Es kam bereits mehrfach vor, dass das Parlament den Rückzug einzelner als ungeeignet angesehener Kandidaten durchsetzte, indem es eine Ablehnung der Kommission als Ganzes androhte, etwa 2004 Rocco Buttiglione und 2009 Rumjana Schelewa.
Außerdem kann das Parlament durch ein Misstrauensvotum einen Rücktritt der Kommission erzwingen (Art. 234 AEU-Vertrag). Es benötigt dazu eine Zweidrittelmehrheit, was im Vergleich mit nationalen Parlamenten eine recht hohe Hürde ist und der Kommission eine relativ große Eigenständigkeit verleiht. Das Recht zum Misstrauensvotum zählt zu den ältesten Kompetenzen des Parlaments. Es wurde bislang noch nie angewendet, 1999 trat die Kommission Santer geschlossen zurück, nachdem das Parlament ein Misstrauensvotum angedroht hatte.
Bei der Ernennung anderer EU-Funktionsträger außerhalb der Europäischen Kommission hat das Parlament dagegen meist nur geringere Mitspracherechte. Bei der Ernennung der Direktoriumsmitglieder der Europäischen Zentralbank (EZB) muss es nach Art. 283 AEU-Vertrag vom Rat der Europäischen Union angehört werden, kann aber dessen Entscheidung nicht blockieren. Auch sonst hat das Europäische Parlament nur wenig formelle Kontrolle über die EZB, die dem EU-Vertrag nach in ihren Entscheidungen unabhängig sein soll. Ähnliches gilt für die Richter am Gerichtshof der Europäischen Union, an deren Wahl das Europäische Parlament nach Art. 253f. AEU-Vertrag überhaupt nicht beteiligt ist.

### Petition und Beschwerde
Jeder europäische Bürger hat das Recht, beim Europäischen Parlament Petitionen einzureichen, die im Petitionsausschuss verhandelt werden. Außerdem ernennt das Parlament den Europäischen Bürgerbeauftragten, der Bürgerbeschwerden über Missstände in der Verwaltungstätigkeit der EU-Organe untersucht.

## Organisation der Parlamentsarbeit

### Fraktionen
Das Europäische Parlament ist – ebenso wie ein nationales Parlament – nicht entlang nationaler Gruppen, sondern gemäß weltanschaulicher Fraktionen organisiert. Diese setzen sich aus Europaabgeordneten mit ähnlichen politischen Ansichten zusammen und entsprechen im Wesentlichen den europäischen politischen Parteien. Allerdings bilden häufig verschiedene Europaparteien eine gemeinsame Fraktion (beispielsweise die Fraktion der Grünen/EFA, die sich aus Europäischer Grüner Partei und Europäischer Freier Allianz zusammensetzt, oder die Fraktion Renew Europe (bis 2019 ALDE), die von der Allianz der Liberalen und Demokraten für Europa zusammen mit der Europäischen Demokratischen Partei gebildet wird), und in mehreren Fraktionen sind auch parteilose Abgeordnete vertreten. Zur Gründung einer Fraktion sind mindestens 23 Abgeordnete aus mindestens einem Viertel der Mitgliedstaaten (also sieben) erforderlich.
| Kommunisten und Linke, Die Linke Sozialdemokraten, S&D Grüne/Regionalisten (1984–1994 „Regenbogen“), Grüne/EFA Grüne (ohne Regionalisten, 1989–1994) „technische“ Fraktion (1979–1984, 1999–2001) Fraktionslose Radikale Allianz (1994–1999) Liberale, Renew Christdemokraten, EVP Forza Europa (1994–1995) Konservative (1979–1992), EKR Gaullisten, Nationalkonservative (1979–2009) Europaskeptiker (1994–2014) Rechtsextreme (1984–1994, seit 2019), PfE & ESN |

Fraktionen in den Wahlperioden seit 1979, jeweils bei Konstituierung. Von links nach rechts:

Unterhalb der Fraktionsebene organisieren sich die Abgeordneten zudem in sogenannten nationalen Delegationen, die jeweils die Mitglieder einer nationalen Partei umfassen. Sie entsprechen damit etwa den Landesgruppen im Deutschen Bundestag.
Da das Europäische Parlament – anders als nationale Parlamente – keine Regierung im traditionellen Sinn wählt, ist die Gegenüberstellung von Regierungskoalition und Oppositionsfraktionen hier weniger stark ausgeprägt. Statt Konfrontation werden meist Kompromisslösungen zwischen den großen Parteien gesucht. Dabei dominieren traditionell die beiden größten Fraktionen, die konservativ-christdemokratische EVP und die sozialdemokratische S&D, das Geschehen. Bis 1999 stellten die Sozialdemokraten die größte Fraktion, seither die EVP. Eine einzelne Fraktion hatte bisher noch zu keinem Zeitpunkt eine absolute Mehrheit im Europäischen Parlament, für diese informelle „Große Koalition“ aber gab es stets eine Mehrheit von 50 % bis 70 %.
Diese Konstellation wird zusätzlich dadurch gefördert, dass gemäß dem ordentlichen Gesetzgebungsverfahren für die Verabschiedung eines Beschlusses in zweiter Lesung eine absolute Mehrheit der gewählten (nicht der anwesenden) Mitglieder des Europäischen Parlaments notwendig ist. Da üblicherweise nicht alle Abgeordneten zu Plenarsitzungen anwesend sind, kann das Parlament faktisch nur durch eine Zusammenarbeit aus EVP und S&D die notwendigen Mehrheiten organisieren. Ein deutliches Kennzeichen für die Kooperation der großen Fraktionen ist auch ihre Vereinbarung, das fünfjährige Mandat des Parlamentspräsidenten untereinander aufzuteilen. Gleichwohl ist die Große Koalition nach wie vor nicht formalisiert, es gibt weder einen Koalitionsvertrag noch ein festes gemeinsames „Regierungsprogramm“. Im Arbeitsalltag des Europäischen Parlaments werden Entscheidungen meist mit wechselnden Mehrheiten aus verschiedenen Fraktionen getroffen, wenn auch fast immer ausgehend von einem Kompromiss zwischen EVP und S&D.
Die Praxis der Großen Koalition wurde jedoch wiederholt von den Mitgliedern der kleineren Fraktionen, insbesondere von Liberalen und Grünen, kritisiert. Während der Legislaturperiode 1999–2004 kam es infolge des Korruptionsskandals um die Kommission Santer vorübergehend zu einem Bruch der Großen Koalition und zu einer Kooperation zwischen EVP und Liberalen. 2004 – bei der Diskussion um die Ernennung von Rocco Buttiglione zum Justizkommissar – distanzierten sich EVP und Liberale wieder voneinander, sodass es – trotz der Differenzen zwischen EVP und Sozialdemokraten – letztlich zu einer neuen informellen Großen Koalition kam. Vor den Europawahlen 2009 kündigte Graham Watson, der Fraktionsvorsitzende der Liberalen, sein Ziel an, in der nächsten Legislaturperiode mit seiner Fraktion an einer stabilen Koalition mit EVP oder Sozialdemokraten teilzuhaben. Allerdings erreichte keine solche „kleine“ Koalition bei den Wahlen eine Mehrheit.

### Aktuelle Fraktionen
Das bei der Europawahl 2024 gewählte Parlament trat am 16. Juli 2024 erstmals zusammen. Es haben sich acht Fraktionen gebildet:
| Fraktion | Fraktion                                                       | Beteiligte Europaparteien                                                                     | Vorsitzende(r)                                  | Gründung | Mitglieder | Beteiligte Länder |
| -------- | -------------------------------------------------------------- | --------------------------------------------------------------------------------------------- | ----------------------------------------------- | -------- | ---------- | ----------------- |
|          | Fraktion der Europäischen Volkspartei (Christdemokraten) (EVP) | Europäische Volkspartei (EVP) ECPP; EFA                                                       | Manfred Weber                                   | 1952     | 188        | 27                |
|          | Progressive Allianz der Sozialdemokraten (S&D)                 | Sozialdemokratische Partei Europas (SPE)                                                      | Iratxe García Pérez                             | 1952     | 136        | 25                |
|          | Patrioten für Europa (PfE)                                     | Patriots.eu (P.eu) ECPP                                                                       | Jordan Bardella                                 | 2024     | 85         | 13                |
|          | Europäische Konservative und Reformer (EKR)                    | Partei Europäische Konservative und Reformer (EKR) EFA; ECPP                                  | Nicola Procaccini, Joachim Stanisław Brudziński | 2009     | 79         | 19                |
|          | Renew Europe (Renew)                                           | Allianz der Liberalen und Demokraten für Europa (ALDE) Europäische Demokratische Partei (EDP) | Valérie Hayer                                   | 2019     | 75         | 20                |
|          | Die Grünen/Europäische Freie Allianz (Grüne/EFA)               | Europäische Grüne Partei (EGP) Volt Europa Europäische Freie Allianz (EFA) PPEU               | Terry Reintke, Bas Eickhout                     | 1999     | 53         | 17                |
|          | Die Linke im Europäischen Parlament – GUE/NGL (Die Linke)      | Allianz der Europäischen Linken (AEL) Partei der Europäischen Linken (EL) APEU; EFA           | Manon Aubry, Martin Schirdewan                  | 1995     | 46         | 13                |
|          | Europa der Souveränen Nationen (ESN)                           | Europa der Souveränen Nationen (ESN)                                                          | René Aust, Stanisław Tyszka                     | 2024     | 27         | 8                 |
|          | Abgeordnete ohne Fraktion                                      | ECA; EL; ECPP                                                                                 | —                                               | —        | 30         | 9                 |
| Vakant   | Vakant                                                         |                                                                                               |                                                 |          | 1          | 1                 |
| Summe    | Summe                                                          |                                                                                               |                                                 |          | 720        | 27                |

#### Derzeitige Zusammensetzung des Parlaments
Die folgende Tabelle zeigt die Zusammensetzung des Europäischen Parlaments nach nationalen Parteien. Für eine Übersicht der Parlamentarier im Einzelnen siehe Liste der Mitglieder des 10. Europäischen Parlamentes. 
| Fraktion Land | Linke      | Linke    | S&D     | S&D | Grüne/EFA   | Grüne/EFA | Renew    | Renew | EVP     | EVP  | EKR    | EKR  | PfE     | PfE | ESN  | ESN | Ohne Fraktion | Ohne Fraktion | Summe |    |
| EU            | 46         | 46       | 136     | 136 | 53          | 53        | 75       | 75    | 188     | 188  | 79     | 79   | 85      | 85  | 27   | 27  | 30            | 30            | 719 1 |    |
| ------------- | ---------- | -------- | ------- | --- | ----------- | --------- | -------- | ----- | ------- | ---- | ------ | ---- | ------- | --- | ---- | --- | ------------- | ------------- | ----- | -- |
| EU            | Belgien    | PTB-PVDA | 2       | PS  | 2           | Ecolo     | 1        | MR    | 3       | CD&V | 2      | N-VA | 3       | VB  | 3    |     |               |               |       | 22 |
|               | Belgien    |          | Vooruit | 2   | Groen       | 1         | Open VLD | 1     | CSP     | 1    |        |      |         |     |      |     |               |               |       | 22 |
|               | Belgien    |          |         |     |             |           | LE       | 1     |         |      |        |      |         |     |      |     |               |               |       | 22 |
| Bulgarien     |            |          | BSP     | 2   |             |           | DPS      | 1     | GERB    | 4    | ITN    | 1    |         |     | V    | 3   | DPS           | 2             | 17    |    |
| Bulgarien     |            |          |         |     |             |           | PP       | 2     | SDS     | 1    |        |      |         |     |      |     |               |               | 17    |    |
| Bulgarien     |            |          |         |     |             |           |          |       | DB      | 1    |        |      |         |     |      |     |               |               | 17    |    |
| Dänemark      | EL         | 1        | S       | 3   | SF          | 3         | V        | 2     | KF      | 1    | DD     | 1    | DF      | 1   |      |     |               |               | 15    |    |
| Dänemark      |            |          |         |     |             |           | RV       | 1     | LA      | 1    |        |      |         |     |      |     |               |               | 15    |    |
| Dänemark      |            |          |         |     |             |           | M        | 1     |         |      |        |      |         |     |      |     |               |               | 15    |    |
| Deutschland   | Linke      | 2        | SPD     | 14  | Grüne       | 12        | FDP      | 5     | CDU     | 23   |        |      |         |     | AfD  | 15  | BSW           | 5             | 96    |    |
| Deutschland   | Rackete    | 1        |         |     | Volt        | 3         | FW       | 3     | CSU     | 6    |        |      |         |     |      |     | PARTEI        | 2             | 96    |    |
| Deutschland   | Tierschutz | 1        |         |     |             |           |          |       | Familie | 1    |        |      |         |     |      |     | PdF           | 1             | 96    |    |
| Deutschland   |            |          |         |     |             |           |          |       | ÖDP     | 1    |        |      |         |     |      |     | Pürner        | 1             | 96    |    |
| Deutschland   |            |          |         |     |             |           |          |       |         |      |        |      |         |     |      |     |               |               | 96    |    |
| Estland       |            |          | SDE     | 2   |             |           | RE       | 1     | I       | 2    | K      | 1    |         |     |      |     |               |               | 7     |    |
| Estland       |            |          |         |     |             |           | K        | 1     |         |      |        |      |         |     |      |     |               |               | 7     |    |
| Finnland      | VAS        | 3        | SDP     | 2   | VIHR        | 2         | KESK     | 2     | KOK     | 4    | PS     | 1    |         |     |      |     |               |               | 15    |    |
| Finnland      |            |          |         |     |             |           | RKP      | 1     |         |      |        |      |         |     |      |     |               |               | 15    |    |
| Frankreich    | Fi         | 9        | PS      | 10  | EELV        | 5         | RE       | 6     | LR      | 6    | IDL    | 4    | RN      | 29  | Rec. | 1   | Sorel         | 1             | 81    |    |
| Frankreich    |            |          | PP      | 3   |             |           | MoDem    | 3     |         |      |        |      |         |     |      |     |               |               | 81    |    |
| Frankreich    |            |          |         |     |             |           | Horizons | 2     |         |      |        |      |         |     |      |     |               |               | 81    |    |
| Frankreich    |            |          |         |     |             |           | UDI      | 1     |         |      |        |      |         |     |      |     |               |               | 81    |    |
| Frankreich    |            |          |         |     |             |           | IV       | 1     |         |      |        |      |         |     |      |     |               |               | 81    |    |
| Griechenland  | Syriza     | 4        | Kinal   | 3   |             |           |          |       | ND      | 7    | EL     | 2    | FL      | 1   |      |     | KKE           | 2             | 21    |    |
| Griechenland  |            |          |         |     |             |           |          |       |         |      |        |      |         |     |      |     | Niki          | 1             | 21    |    |
| Griechenland  |            |          |         |     |             |           |          |       |         |      |        |      |         |     |      |     | PE            | 1             | 21    |    |
| Irland        | SF         | 2        | Labour  | 1   |             |           | FF       | 4     | FG      | 4    |        |      |         |     |      |     |               |               | 14    |    |
| Irland        | Flanagan   | 1        |         |     |             |           | II       | 1     |         |      |        |      |         |     |      |     |               |               | 14    |    |
| Irland        |            |          |         |     |             |           | McNamara | 1     |         |      |        |      |         |     |      |     |               |               | 14    |    |
| Italien       | M5S        | 8        | PD      | 21  | Verdi       | 3         |          |       | FI      | 8    | FdI    | 24   | Lega    | 8   |      |     |               |               | 76    |    |
| Italien       | AVS        | 2        |         |     | Marino      | 1         |          |       | SVP     | 1    |        |      |         |     |      |     |               |               | 76    |    |
| Kroatien      |            |          | SDP     | 4   | Možemo      | 1         |          |       | HDZ     | 6    | DOMiNO | 1    |         |     |      |     |               |               | 12    |    |
| Lettland      |            |          | SDPS    | 1   | Progresīvie | 1         | LA       | 1     | JV      | 2    | NA     | 2    | LPV     | 1   |      |     |               |               | 9     |    |
| Lettland      |            |          |         |     |             |           |          |       |         |      | AS     | 1    |         |     |      |     |               |               | 9     |    |
| Litauen       |            |          | LSDP    | 2   | DSVL        | 1         | LRLS     | 1     | TS-LKD  | 3    | LLRA   | 1    |         |     | TTS  | 1   |               |               | 11    |    |
| Litauen       |            |          |         |     |             |           | LP       | 1     |         |      | LVZS   | 1    |         |     |      |     |               |               | 11    |    |
| Luxemburg     |            |          | LSAP    | 1   | Gréng       | 1         | DP       | 1     | CSV     | 2    |        |      |         |     |      |     | ADR           | 1             | 6     |    |
| Malta         |            |          | PL      | 3   |             |           |          |       | PN      | 3    |        |      |         |     |      |     |               |               | 6     |    |
| Niederlande   | PvdD       | 1        | PvdA    | 4   | GL          | 4         | VVD      | 4     | CDA     | 3    | SGP    | 1    | PVV     | 6   |      |     |               |               | 31    |    |
| Niederlande   |            |          |         |     | Volt        | 2         | D66      | 3     | BBB     | 2    |        |      |         |     |      |     |               |               | 31    |    |
| Niederlande   |            |          |         |     |             |           |          |       | NSC     | 1    |        |      |         |     |      |     |               |               | 31    |    |
| Österreich    |            |          | SPÖ     | 5   | Grüne       | 2         | NEOS     | 2     | ÖVP     | 5    |        |      | FPÖ     | 6   |      |     |               |               | 20    |    |
| Polen         |            |          | NL      | 3   |             |           | PL2050   | 1     | PO      | 17   | PiS    | 18   | RN      | 2   | NN   | 3   | KKP           | 1             | 53    |    |
| Polen         |            |          |         |     |             |           |          |       | PSL     | 2    | SP     | 2    |         |     |      |     |               |               | 53    |    |
| Polen         |            |          |         |     |             |           |          |       | iPL     | 1    |        |      |         |     |      |     |               |               |       |    |
| Polen         |            |          |         |     |             |           |          |       | Unabh.  | 3    |        |      |         |     |      |     |               |               |       |    |
| Portugal      | BE         | 1        | PS      | 8   |             |           | IL       | 2     | PSD     | 5    |        |      | Chega   | 2   |      |     |               |               | 21    |    |
| Portugal      | PCP        | 1        |         |     |             |           |          |       | CDS-PP  | 1    |        |      |         |     |      |     |               |               | 21    |    |
| Portugal      |            |          |         |     |             |           |          |       | Bugalho | 1    |        |      |         |     |      |     |               |               | 21    |    |
| Rumänien      |            |          | PSD     | 11  | Stefănuţă   | 1         | USR      | 2     | PNL     | 8    | AUR    | 5    |         |     |      |     | SOS           | 2             | 33    |    |
| Rumänien      |            |          |         |     |             |           | PMP      | 1     | UDMR    | 2    | PNCR   | 1    |         |     |      |     |               |               | 33    |    |
| Schweden      | V          | 2        | S       | 5   | MP          | 3         | C        | 2     | M       | 4    | SD     | 3    |         |     |      |     |               |               | 21    |    |
| Schweden      |            |          |         |     |             |           | L        | 1     | KD      | 1    |        |      |         |     |      |     |               |               | 21    |    |
| Slowakei      |            |          |         |     |             |           | PS       | 6     | KDH     | 1    |        |      |         |     | REP  | 2   | Smer          | 5             | 15    |    |
| Slowakei      |            |          |         |     |             |           |          |       |         |      |        |      |         |     |      |     | Hlas          | 1             | 15    |    |
| Slowakei      |            |          |         |     |             |           |          |       |         |      |        |      |         |     |      |     |               |               | 15    |    |
| Slowenien     |            |          | SD      | 1   | Vesna       | 1         | GS       | 2     | SDS     | 4    |        |      |         |     |      |     |               |               | 9     |    |
| Slowenien     |            |          |         |     |             |           |          |       | NSi     | 1    |        |      |         |     |      |     |               |               | 9     |    |
| Spanien       | Podemos    | 2        | PSOE    | 20  | ERC         | 1         | EAJ-PNV  | 1     | PP      | 22   | SALF   | 2    | Vox     | 6   |      |     | SALF          | 1             | 60 1  |    |
| Spanien       | Sumar      | 1        |         |     | BNG         | 1         |          |       |         |      |        |      |         |     |      |     |               |               | 60 1  |    |
| Spanien       | EH Bildu   | 1        |         |     | Compromís   | 1         |          |       |         |      |        |      |         |     |      |     |               |               | 60 1  |    |
| Spanien       |            |          |         |     | CatComú     | 1         |          |       |         |      |        |      |         |     |      |     |               |               | 60 1  |    |
| Tschechien    |            |          |         |     | Piráti      | 1         |          |       | TOP 09  | 2    | ODS    | 3    | ANO     | 7   | SPD  | 1   | Dostál        | 1             | 21    |    |
| Tschechien    |            |          |         |     |             |           |          |       | STAN    | 2    |        |      | Přísaha | 2   |      |     | KSČM          | 1             | 21    |    |
| Tschechien    |            |          |         |     |             |           |          |       | KDU-ČSL | 1    |        |      |         |     |      |     |               |               | 21    |    |
| Ungarn        |            |          | DK      | 2   |             |           |          |       | TISZA   | 7    |        |      | Fidesz  | 10  | MHM  | 1   |               |               | 21    |    |
| Ungarn        |            |          |         |     |             |           |          |       |         |      |        |      | KDNP    | 1   |      |     |               |               | 21    |    |
| Zypern        | AKEL       | 1        | DIKO    | 1   |             |           |          |       | DISY    | 2    | ELAM   | 1    |         |     |      |     | Panayiotou    | 1             | 6     |    |
| EU            | 46         | 46       | 136     | 136 | 53          | 53        | 75       | 75    | 188     | 188  | 79     | 79   | 85      | 85  | 27   | 27  | 30            | 30            | 719 1 |    |
|               | Linke      | Linke    | S&D     | S&D | Grüne/EFA   | Grüne/EFA | Renew    | Renew | EVP     | EVP  | EKR    | EKR  | PfE     | PfE | ESN  | ESN | Ohne Fraktion | Ohne Fraktion | Summe |    |

### Präsidium und Konferenz der Präsidenten

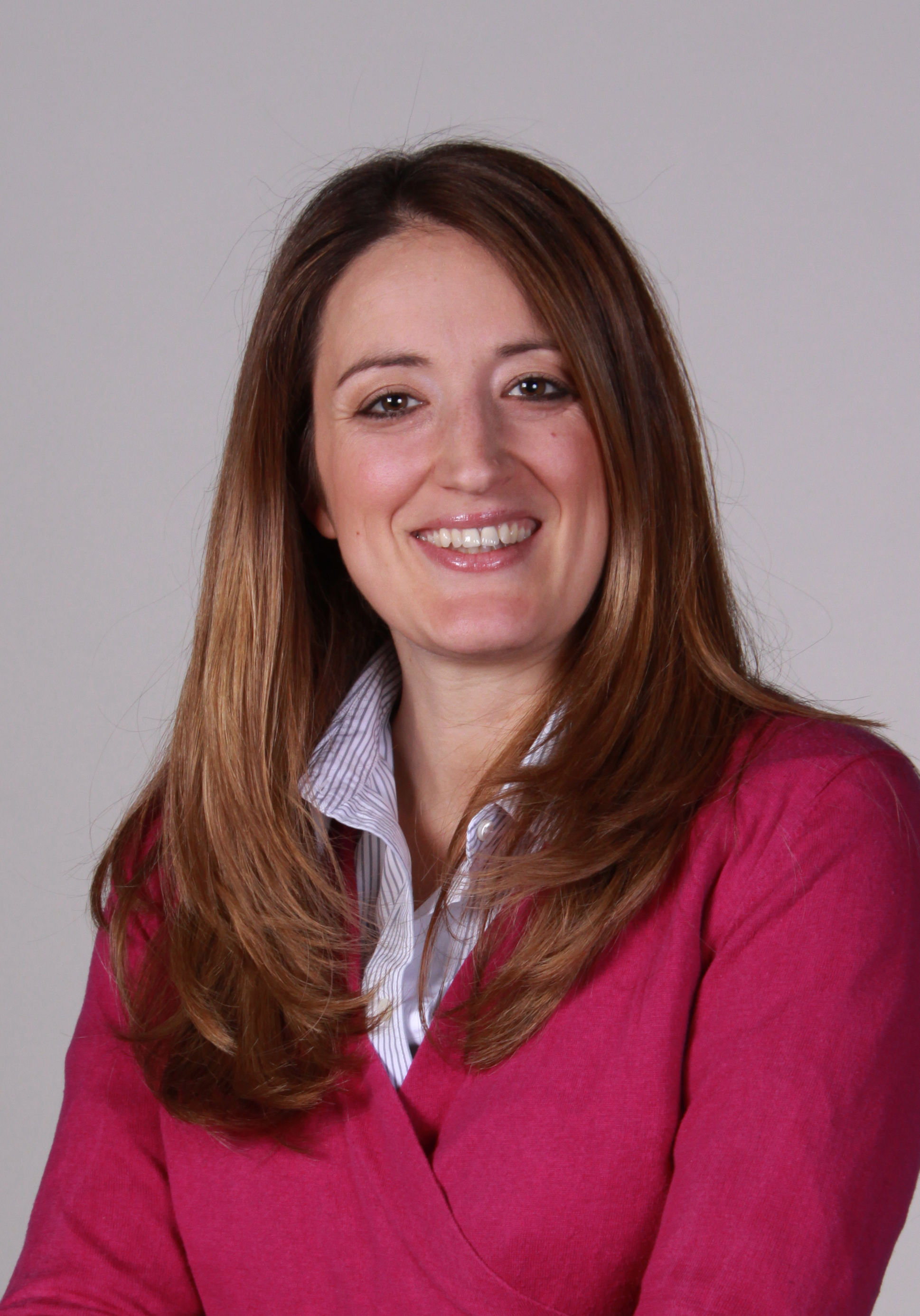
Roberta Metsola, Präsidentin des Europäischen Parlaments

Das Präsidium des Europäischen Parlaments wird von den Abgeordneten mit absoluter Mehrheit aus ihrer Mitte gewählt. Es besteht aus dem Parlamentspräsidenten, 14 Vizepräsidenten und fünf Quästoren.
Der Parlamentspräsident vertritt das Parlament nach außen und leitet die Plenarsitzungen, wobei er aber auch von den Vizepräsidenten vertreten werden kann. Außerdem ist das Präsidium für die Verwaltung des Parlaments und seines Budgets zuständig. Die Quästoren, die im Präsidium nur eine beratende Stimme haben, übernehmen vor allem Verwaltungstätigkeiten, welche unmittelbar die Abgeordneten betreffen.
Die Präsidiumsmitglieder werden jeweils für eine halbe Legislaturperiode, also für zweieinhalb Jahre gewählt. Bis 1989 war die Wahl zum Präsidenten des Parlaments ein relativ stark umkämpfter Posten, der zum Teil dritte und vierte Wahlgänge erforderlich machte. Erst 1989 kam es zu einer Übereinkunft zwischen der EPP und der PES hinsichtlich einer Aufteilung dieses Postens, der dann bis 1999 und wieder seit 2004 zwischen den beiden großen Fraktionen aufgeteilt wird, sodass das Parlament jeweils für die Hälfte der Legislaturperiode von einem Sozialdemokraten und für die andere Hälfte von einem EVP-Mitglied geleitet wird. Lediglich in der Periode 1999–2004 kam es stattdessen zu einer ähnlichen Vereinbarung zwischen EVP und der liberalen Fraktion ALDE. In der ersten Hälfte der Legislaturperiode 2009 bis 2014 war der Pole Jerzy Buzek (EVP) Parlamentspräsident, im Januar 2012 übernahm der Deutsche Martin Schulz, der seit 2004 Fraktionsvorsitzender der Sozialdemokraten war, das Amt. Die 14 Vizepräsidenten entstammten den Fraktionen EVP (5), S&D (5), ALDE (2) und Grüne/EFA (1), ein Vizepräsident war fraktionslos. Die fünf Quästoren waren Mitglieder der EVP (2), S&D, ALDE und GUE-NGL (je 1).
Ein weiteres wichtiges Gremium für die Organisation des Europäischen Parlaments ist die Konferenz der Präsidenten, die sich aus dem Parlamentspräsidenten sowie den Vorsitzenden aller Fraktionen zusammensetzt. Die Konferenz der Präsidenten beschließt unter anderem über die Tagesordnung der Plenartagungen und über die Zusammensetzung der Parlamentsausschüsse.

#### Präsidenten des Europäischen Parlaments seit seiner Gründung
| Präsident             | Amtszeit  | Herkunftsland          | nationale Partei | europäische Partei/ politische Richtung | Fraktion         |
| --------------------- | --------- | ---------------------- | ---------------- | --------------------------------------- | ---------------- |
| Roberta Metsola       | seit 2022 | Malta                  | PN               | EVP                                     | EVP              |
| David Sassoli         | 2019–2022 | Italien                | PD               | SPE                                     | S&D              |
| Antonio Tajani        | 2017–2019 | Italien                | FI               | EVP                                     | EVP              |
| Martin Schulz         | 2012–2017 | Deutschland            | SPD              | SPE                                     | S&D              |
| Jerzy Buzek           | 2009–2012 | Polen                  | PO               | EVP                                     | EVP              |
| Hans-Gert Pöttering   | 2007–2009 | Deutschland            | CDU              | EVP                                     | EVP/ED           |
| Josep Borrell         | 2004–2007 | Spanien                | PSOE             | SPE                                     | S&D              |
| Pat Cox               | 2002–2004 | Irland                 | parteilos        | liberal                                 | ELDR             |
| Nicole Fontaine       | 1999–2002 | Frankreich             | UDF              | liberal-konservativ                     | EVP/ED           |
| José María Gil-Robles | 1997–1999 | Spanien                | PP               | EVP                                     | EVP              |
| Klaus Hänsch          | 1994–1997 | Deutschland            | SPD              | SPE                                     | S&D              |
| Egon Klepsch          | 1992–1994 | Deutschland            | CDU              | EVP                                     | EVP              |
| Enrique Barón Crespo  | 1989–1992 | Spanien                | PSOE             | Bund der Sozialdemokratischen Parteien  | S&D              |
| Charles Henry Plumb   | 1987–1989 | Vereinigtes Königreich | Conservatives    | konservativ                             | ED               |
| Pierre Pflimlin       | 1984–1987 | Frankreich             | CDS              | christdemokratisch                      | EVP              |
| Piet Dankert          | 1982–1984 | Niederlande            | PvdA             | Bund der Sozialdemokratischen Parteien  | S&D              |
| Simone Veil           | 1979–1982 | Frankreich             | UDF              | liberal                                 | Liberale         |
| Emilio Colombo        | 1977–1979 | Italien                | DC               | EVP                                     | EVP              |
| Georges Spénale       | 1975–1977 | Frankreich             | PS               | sozialdemokratisch                      | S&D              |
| Cornelis Berkhouwer   | 1973–1975 | Niederlande            | VVD              | liberal                                 | Liberale         |
| Walter Behrendt       | 1971–1973 | Deutschland            | SPD              | sozialdemokratisch                      | S&D              |
| Mario Scelba          | 1969–1971 | Italien                | DC               | christdemokratisch                      | Christdemokraten |
| Alain Poher           | 1966–1969 | Frankreich             | MRP              | christdemokratisch                      | Christdemokraten |
| Victor Leemans        | 1965–1966 | Belgien                | PSC-CVP          | christdemokratisch                      | Christdemokraten |
| Jean Duvieusart       | 1964–1965 | Belgien                | PSC-CVP          | christdemokratisch                      | Christdemokraten |
| Gaetano Martino       | 1962–1964 | Italien                | PLI              | liberal                                 | Liberale         |
| Hans Furler           | 1960–1962 | Deutschland            | CDU              | christdemokratisch                      | Christdemokraten |
| Robert Schuman        | 1958–1960 | Frankreich             | MRP              | christdemokratisch                      | Christdemokraten |
| Hans Furler           | 1956–1958 | Deutschland            | CDU              | christdemokratisch                      | Christdemokraten |
| Giuseppe Pella        | 1954–1956 | Italien                | DC               | christdemokratisch                      | Christdemokraten |
| Alcide De Gasperi     | 1954      | Italien                | DC               | christdemokratisch                      | Christdemokraten |
| Paul-Henri Spaak      | 1952–1954 | Belgien                | BSP              | sozialdemokratisch                      | S&D              |

### Ausschüsse

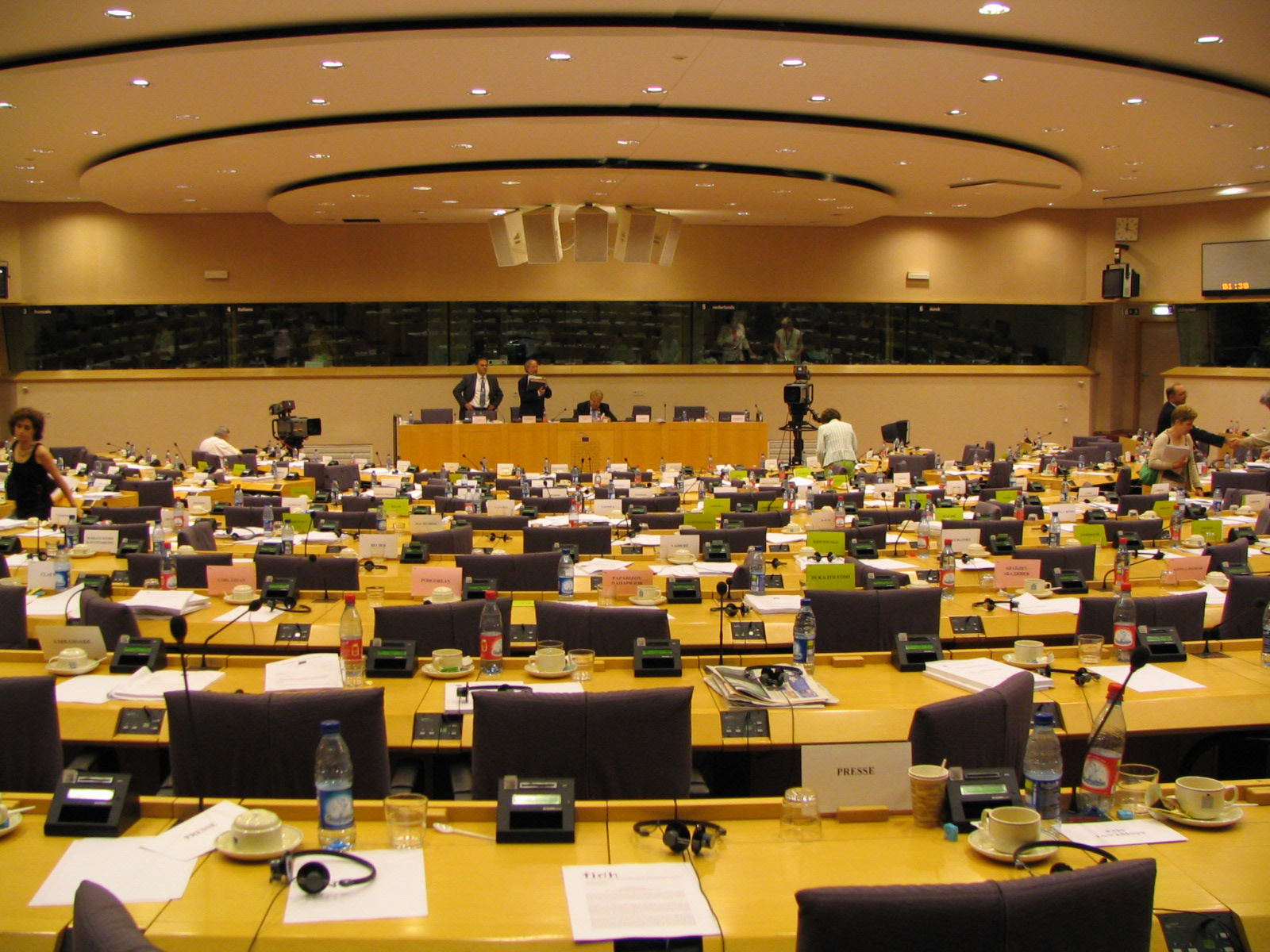
Anna-Lindh-Saal in Brüssel kurz nach dem Ende einer Sitzung des Auswärtigen Ausschusses, der hier tagt

Wie in Parlamenten üblich, spezialisieren sich die Abgeordneten, um Themen fachkundig behandeln zu können. Sie werden von den Fraktionen bzw. der Gruppe der Fraktionslosen in insgesamt 20 ständige Ausschüsse und drei Unterausschüsse entsandt, die für bestimmte Sachbereiche zuständig sind und die Arbeit der Plenarsitzungen vorbereiten. Darüber hinaus hat das Parlament die Möglichkeit, nichtständige Ausschüsse sowie Untersuchungsausschüsse einzurichten. Die Vorsitzenden aller Ausschüsse bilden zusammen die Konferenz der Ausschussvorsitze, die der Konferenz der Präsidenten (d. h. der Fraktionsvorsitzenden) Vorschläge zur Arbeit der Ausschüsse und zur Aufstellung der Tagesordnung unterbreiten kann.
Die offiziellen Abkürzungen der Ausschüsse, die in der folgenden Liste aufgeführt sind, gehen im Allgemeinen auf die englische oder französische Bezeichnung zurück.
| Bezeichnung                                         | Abkürzung |                            |      |
| --------------------------------------------------- | --------- | -------------------------- | ---- |
| Bezeichnung                                         | Abkürzung | Auswärtige Angelegenheiten | AFET |
| Menschenrechte (Unterausschuss des AFET)            | DROI      |                            |      |
| Sicherheit und Verteidigung                         | SEDE      |                            |      |
| Beschäftigung und soziale Angelegenheiten           | EMPL      |                            |      |
| Binnenmarkt und Verbraucherschutz                   | IMCO      |                            |      |
| Bürgerliche Freiheiten, Justiz und Inneres          | LIBE      |                            |      |
| Entwicklung                                         | DEVE      |                            |      |
| Fischerei                                           | PECH      |                            |      |
| Haushalt                                            | BUDG      |                            |      |
| Haushaltskontrolle                                  | CONT      |                            |      |
| Industrie, Forschung und Energie                    | ITRE      |                            |      |
| Internationaler Handel                              | INTA      |                            |      |
| Konstitutionelle Fragen                             | AFCO      |                            |      |
| Kultur und Bildung                                  | CULT      |                            |      |
| Landwirtschaft und ländliche Entwicklung            | AGRI      |                            |      |
| Petitionen                                          | PETI      |                            |      |
| Recht                                               | JURI      |                            |      |
| Rechte der Frau und Gleichstellung der Geschlechter | FEMM      |                            |      |
| Regionale Entwicklung                               | REGI      |                            |      |
| Umweltfragen, Klima und Lebensmittelsicherheit      | ENVI      |                            |      |
| Öffentliche Gesundheit                              | SANT      |                            |      |
| Verkehr und Tourismus                               | TRAN      |                            |      |
| Wirtschaft und Währung                              | ECON      |                            |      |
| Steuerfragen (Unterausschuss des ECON)              | FISC      |                            |      |

### Interparlamentarische Delegationen
Um Beziehungen zu Parlamenten von Drittländern zu unterhalten und mit den Informationsaustausch mit diesen zu befördern, wurden im Europäischen Parlament Delegationen eingerichtet. Interparlamentarische Delegationen werden auf Vorschlag der Konferenz der Präsidenten gebildet. Die interparlamentarischen Treffen finden jeweils einmal im Jahr an einem der Arbeitsorte des Europäischen Parlaments und im jeweiligen Drittland statt.
Eine spezielle Rolle spielen diese Delegationen im Beitrittsprozess eines Bewerberlandes zur Europäischen Union. Dieser wird durch einen Gemischten Parlamentarischen Ausschuss (GPA) verfolgt, der sich aus einer Delegation des Europäischen Parlaments und einer Delegation aus dem Bewerberland oder aus dem assoziierten Land zusammensetzt. Bei den Treffen unterrichten sich die Mitglieder der Delegationen über ihre Prioritäten und die Umsetzung der Assoziationsabkommen.
Die Parlamentarische Versammlung EURO-NEST kümmert sich um die Beziehungen der osteuropäischen Staaten, mit denen die EU über die Östliche Partnerschaft verbunden ist. Im Rahmen der Union für das Mittelmeer nimmt zudem eine Delegation des Europäischen Parlaments an der Parlamentarischen Versammlung der Union für den Mittelmeerraum (PV-UfM) teil.
Auch bei der Parlamentarischen Versammlung der NATO ist eine Delegation des Europäischen Parlaments beteiligt.

### Informelle Zusammenschlüsse
Neben diesen institutionalisierten Arbeitsformen gibt es auch informelle fraktionenübergreifende Zusammenschlüsse von Europaabgeordneten. Dies sind zum einen die sogenannten interfraktionellen Arbeitsgruppen, die den Austausch zu bestimmten Spezialthemen und den Kontakt mit der Zivilgesellschaft fördern sollen. In der Legislaturperiode 2009–2014 reichen diese vom Thema „Wasser“ über „Tibet“ oder „Reindustrialisierung“ bis zum „Jakobsweg“. Die interfraktionellen Arbeitsgruppen erhalten bestimmte, etwa logistische Unterstützungen des Parlaments und müssen deshalb bestimmte Minimalanforderungen erfüllen, die in einer internen Regelung festgehalten sind. Sie sind jedoch anders als die Ausschüsse keine Organe des Parlaments.
Darüber hinaus gibt es auch völlig von der Parlamentsinfrastruktur unabhängige fraktionenübergreifende Zusammenschlüsse von Europaparlamentariern, die bestimmte gemeinsame Positionen vertreten. Hierzu zählt etwa die Spinelli-Gruppe, die sich für den europäischen Föderalismus einsetzt und rund 100 Abgeordnete verschiedener Fraktionen umfasst.

### Parlamentsverwaltung und Assistenten der Abgeordneten
Die Abgeordneten des Europäischen Parlaments werden in ihrer Arbeit von der Parlamentsverwaltung unterstützt: Das Generalsekretariat gliedert sich in zwölf Generaldirektionen (nicht zu verwechseln mit den Generaldirektionen der Europäischen Kommission) und den Juristischen Dienst. Es wird geleitet von einem Generalsekretär, seit Januar 2023 ist das der Italiener Alessandro Chiocchetti, der auf den Deutschen Klaus Welle folgte.
Die politiknäheren Generaldirektionen befinden sich mit ihren Mitarbeitern in Brüssel, die übrigen in Luxemburg. Hier arbeiten mit ca. 3500 Mitarbeitern etwas mehr als zwei Drittel der insgesamt ca. 5000 Bediensteten, darunter viele Übersetzer und sitzungsferne Verwaltungsdienste. Sprecher des Europäischen Parlaments ist der Spanier Jaume Duch Guillot.
Neben der Unterstützung durch die Verwaltung haben die Abgeordneten die Möglichkeit, von ihrer monatlichen Sekretariatszulage persönliche Mitarbeiter zu beschäftigen, die im Europäischen Parlament als parlamentarische Assistenten bezeichnet werden.
Insgesamt gibt es rund 1400 beim Parlament akkreditierte Assistenten.

## Europawahl
Die Wahl zum Europäischen Parlament findet seit 1979 alle fünf Jahre statt. Die jüngste Wahl, die Europawahl 2024, fand am 6. bis 9. Juni 2024 statt.
Die Abgeordneten werden dabei für jeden Mitgliedstaat getrennt gewählt. Wahlberechtigt sind Bürger der Europäischen Union, entweder in dem Land ihres Wohnsitzes oder in ihrem Herkunftsland. Das genaue Wahlsystem wird in den einzelnen Mitgliedsländern durch jeweils nationale Regelungen bestimmt; vor der Europawahl 2004 mussten die Staaten jedoch eine Richtlinie umsetzen, die eine gewisse Vereinheitlichung des Wahlrechts bewirkte. So wird nun in allen Staaten nach dem Verhältniswahlrecht gewählt, auch wenn dessen genaue Ausprägung je nach Land schwanken kann.
Trotz des stetig steigenden Einflusses des Europäischen Parlaments war die Wahlbeteiligung bei Europawahlen stets rückläufig: Während sie bei der ersten Direktwahl 1979 in den damaligen Mitgliedsstaaten noch durchschnittlich 63,0 % betrug, gingen 2009 nur noch 43,0 % der Wahlberechtigten zu den Urnen. In Deutschland sank die Beteiligung von 1979 bis 2009 von 65,7 % auf 43,3 %, in Österreich von 67,7 % (1996, der ersten Europawahl des Landes) auf 46,0 % bei der Wahl 2009. Besonders hoch ist die Beteiligung an Europawahlen traditionell in Belgien und Luxemburg (um 90 %, in beiden Ländern herrscht Wahlpflicht) und in Italien (um 75 %), besonders niedrig ist sie in den Niederlanden und in Großbritannien (um 35 %). Auch in den meisten der zehn mittel- und osteuropäischen Ländern, die 2004 erstmals an der Europawahl teilnahmen, war die Wahlbeteiligung relativ niedrig. Am geringsten war sie in der Slowakei (2004 16,7 %, 19,6 % 2009). Einer der Gründe für die niedrige Wahlbeteiligung könnte die geringe Präsenz des Europäischen Parlaments und der europäischen Parteien in den Massenmedien sein. Da die Wahl nach Ländern getrennt stattfindet, konzentriert sich der Wahlkampf vor Europawahlen oft auf nationale statt auf europapolitische Themen; häufig wird die Europawahl so zu einem „Sympathiemesser“ für die jeweilige nationale Regierung.

### Sitzverteilung nach Ländern
Die Zahl der Sitze, die bei den Europawahlen in den einzelnen Mitgliedstaaten verteilt werden, spiegelt nicht alle Wählerstimmen gleich wider: Größere Staaten haben grundsätzlich mehr Abgeordnete als kleinere Staaten, allerdings haben kleinere Staaten mehr Abgeordnete pro Einwohner als größere Staaten. Dieses Prinzip wird als „degressive Proportionalität“ bezeichnet. Es geht auf die Anfangszeit des Parlaments zurück und wurde seitdem beibehalten. Jedem Mitglied stehen mindestens 6, höchstens jedoch 96 Sitze zu. Nach dem im Vertrag von Lissabon ausgehandelten Schlüssel bilden dabei Deutschland als das bevölkerungsreichste und Malta als das bevölkerungsärmste Land der EU die Extremfälle: So entfallen auf Deutschland (83 Mio. Einwohner) 96 Sitze, d. h. ein Sitz auf 811.000 Einwohner, auf Malta (0,4 Mio. Einwohner) 6 Sitze, d. h. ein Sitz auf 67.000 Einwohner. Im Durchschnitt kommt europaweit ein Sitz auf je rund 665.000 Einwohner. Allerdings umfasst diese Rechnung sämtliche Einwohner des Landes, also auch Nicht-EU-Ausländer, die bei Europawahlen kein Stimmrecht besitzen. Aufgrund des unterschiedlichen Bevölkerungswachstums – das ohne eine Vertragsreform nicht automatisch zu einer Neuverteilung der Sitze führt – verändern sich die Relationen zudem im Lauf der Zeit. Außerdem berücksichtigt das System nicht die unterschiedliche Wahlbeteiligung in verschiedenen Ländern, die eine weitere Verzerrung des Stimmgewichts bewirkt. So benötigte etwa bei der Europawahl 2009 die italienische PdL rund 10,8 Millionen Stimmen für 29 Sitze (372.000 Stimmen pro Sitz), die slowakische KDH rund 90.000 Stimmen für 2 Sitze (45.000 Stimmen pro Sitz). Im Vergleich dazu kam die deutsche CDU mit rund 8,1 Millionen Stimmen auf 34 Sitze (238.000 Stimmen pro Sitz).

### Wahlrechtsreform zur Änderung der Sitzverteilung
Die Regelung der degressiven Proportionalität soll gewährleisten, dass auch die Parteienvielfalt der kleineren Staaten im Europäischen Parlament repräsentiert wird, wofür eine gewisse Mindestgröße der nationalen Delegationen notwendig ist. Umgekehrt würde das Europäische Parlament bei einer entsprechenden Gewichtung der Wählerstimmen aus den großen Ländern eine nicht mehr arbeitsfähige Größe annehmen. Freilich widerspricht das Prinzip der degressiven Proportionalität dem Prinzip der Wahlgleichheit, dem zufolge grundsätzlich jede Wählerstimme das gleiche Gewicht haben soll. In Art. 14 EU-Vertrag ist folgerichtig bei den Wahlgrundsätzen auch nur angeführt: „Die Mitglieder des Europäischen Parlaments werden in allgemeiner, unmittelbarer, freier und geheimer Wahl für eine Amtszeit von fünf Jahren gewählt.“ Diese Verteilung ist im Kern dem Prinzip der Staatengleichheit geschuldet, welche in einem gewissen Spannungsverhältnis zum Grundsatz der Bürgergleichheit nach Art. 9 EU-Vertrag steht. Aus diesen Gründen wurden immer wieder Alternativen für das Europawahlrecht diskutiert, insbesondere die Einführung europaweiter Parteilisten, durch die die Sitzverteilung nach Ländern entfallen würde. Für eine solche Reform wäre jedoch eine Anpassung der EU-Verträge notwendig, die von allen Mitgliedstaaten ratifiziert werden müsste.
Der Ausschuss für konstitutionelle Fragen des Europäischen Parlaments legte im April 2011 einen konkreten Vorschlag für eine solche Wahlrechtsreform vor, durch die die nationalen Sitzkontingente zwar nicht abgeschafft, aber um weitere Sitze für gesamteuropäische Listen ergänzt werden sollen.
Die Abstimmung über den Vorschlag im Europäischen Parlament wurde am 7. Juli 2011 jedoch erneut verschoben und in den Ausschuss zurückverwiesen. Umstritten war vor allem, ob das Parlament um 25 Sitze erweitert werden soll, um die transnationalen EU-Abgeordneten aufzunehmen oder ob die Plätze von den nationalen Listen abgezogen werden.
Bei der Europawahl 2014 gehörte erstmals auch Kroatien zur EU. Nach einem Ergebnis der Beitrittsverhandlungen erhielt Kroatien vom 1. Juli 2013 bis zur Europawahl 2014 zwölf Parlamentssitze. Diese Sitze wurden zur Europawahl 2014 anderen Mitgliedsstaaten abgezogen, um auf die vertraglich festgelegte Anzahl von 751 Mandaten zu kommen. In diesem Zusammenhang wurde zwölf Staaten (darunter auch Kroatien selber) jeweils ein Sitz abgezogen; außerdem lief für Deutschland die Übergangsregelung aus, nach der es die drei Sitze, die es nach Inkrafttreten des Vertrags von Lissabon zu viel hatte, bis zur folgenden Europawahl behalten konnte.
Mit dem per 31. Januar 2020 erfolgten Austritt des Vereinigten Königreichs aus der Europäischen Union (dem sogenannten „Brexit“) änderte sich die Zahl der pro Mitgliedsland zugewiesenen Mandate. Von den 73 britischen Parlamentssitzen wurden 27 frei werdende Sitze auf die EU-Länder aufgeteilt. 46 Sitze wurden in Reserve gestellt für eine mögliche EU-Erweiterung. Zur Europawahl 2024 wurden davon 15 Sitze verteilt, um Änderungen der Einwohnerzahl einzelner Länder gerecht zu werden.
Die folgende Tabelle zeigt die Entwicklung der Sitze pro Mitgliedstaat seit Gründung des Parlaments.
| Land / Jahr            | 1952 | 1958 | 1973 | 1979 A/ 1981 B | 1986 | 1994/ 1995 C | 2004 D/ 2007 E | 2009 F | 2011 G /2013 H | 2014 J | 2020 K | 2024 L | Sitze pro 1 Mio. Einwohner (2020) | Sitze pro 1 Mio. Einwohner (2024) |
| Europäische Union      | 78   | 142  | 198  | 410/ 434 B     | 518  | 567/ 626 C   | 732/ 785 D     | 736    | 754/ 766 H     | 751    | 705    | 720    |                                   |                                   |
| ---------------------- | ---- | ---- | ---- | -------------- | ---- | ------------ | -------------- | ------ | -------------- | ------ | ------ | ------ | --------------------------------- | --------------------------------- |
| Belgien                | 10   | 14   | 14   | 24             | 24   | 25           | 24             | 22     | 22             | 21     | 21     | 22     | 1,87                              | 1,90                              |
| Deutschland            | 18   | 36   | 36   | 81             | 81   | 99           | 99             | 99     | 99             | 96     | 96     | 96     | 1,16                              | 1,14                              |
| Frankreich             | 18   | 36   | 36   | 81             | 81   | 87           | 78             | 72     | 74             | 74     | 79     | 81     | 1,20                              | 1,18                              |
| Italien                | 18   | 36   | 36   | 81             | 81   | 87           | 78             | 72     | 73             | 73     | 76     | 76     | 1,25                              | 1,29                              |
| Luxemburg              | 4    | 6    | 6    | 6              | 6    | 6            | 6              | 6      | 6              | 6      | 6      | 6      | 10,92                             | 9,08                              |
| Niederlande            | 10   | 14   | 14   | 25             | 25   | 31           | 27             | 25     | 26             | 26     | 29     | 31     | 1,72                              | 1,77                              |
| Dänemark               |      |      | 10   | 16             | 16   | 16           | 14             | 13     | 13             | 13     | 14     | 15     | 2,49                              | 2,52                              |
| Irland                 |      |      | 10   | 15             | 15   | 15           | 13             | 12     | 12             | 11     | 13     | 14     | 2,82                              | 2,72                              |
| Vereinigtes Königreich |      |      | 36   | 81             | 81   | 87           | 78             | 72     | 73             | 73     |        |        |                                   |                                   |
| Griechenland           |      |      |      | 24 B           | 24   | 25           | 24             | 22     | 22             | 21     | 21     | 21     | 1,91                              | 2,00                              |
| Spanien                |      |      |      |                | 60   | 64           | 54             | 50     | 54             | 54     | 59     | 61     | 1,27                              | 1,26                              |
| Portugal               |      |      |      |                | 24   | 25           | 24             | 22     | 22             | 21     | 21     | 21     | 2,01                              | 2,02                              |
| Finnland               |      |      |      |                |      | 16 C         | 14             | 13     | 13             | 13     | 14     | 15     | 2,57                              | 2,73                              |
| Österreich             |      |      |      |                |      | 21 C         | 18             | 17     | 19             | 18     | 19     | 20     | 2,23                              | 2,20                              |
| Schweden               |      |      |      |                |      | 22 C         | 19             | 18     | 20             | 20     | 21     | 21     | 2,18                              | 1,99                              |
| Estland                |      |      |      |                |      |              | 6              | 6      | 6              | 6      | 7      | 7      | 5,32                              | 5,38                              |
| Lettland               |      |      |      |                |      |              | 9              | 8      | 9              | 8      | 8      | 9      | 4,00                              | 4,80                              |
| Litauen                |      |      |      |                |      |              | 13             | 12     | 12             | 11     | 11     | 11     | 3,74                              | 3,83                              |
| Malta                  |      |      |      |                |      |              | 5              | 5      | 6              | 6      | 6      | 6      | 14,10                             | 11,55                             |
| Polen                  |      |      |      |                |      |              | 54             | 50     | 51             | 51     | 52     | 53     | 1,35                              | 1,39                              |
| Slowakei               |      |      |      |                |      |              | 14             | 13     | 13             | 13     | 14     | 15     | 2,58                              | 2,73                              |
| Slowenien              |      |      |      |                |      |              | 7              | 7      | 8              | 8      | 8      | 9      | 3,88                              | 4,29                              |
| Tschechien             |      |      |      |                |      |              | 24             | 22     | 22             | 21     | 21     | 21     | 2,00                              | 2,00                              |
| Ungarn                 |      |      |      |                |      |              | 24             | 22     | 22             | 21     | 21     | 21     | 2,13                              | 2,19                              |
| Zypern                 |      |      |      |                |      |              | 6              | 6      | 6              | 6      | 6      | 6      | 6,99                              | 6,50                              |
| Bulgarien              |      |      |      |                |      |              | 18 E           | 17     | 18             | 17     | 17     | 17     | 2,35                              | 2,64                              |
| Rumänien               |      |      |      |                |      |              | 35 E           | 33     | 33             | 32     | 33     | 33     | 1,65                              | 1,74                              |
| Kroatien               |      |      |      |                |      |              |                |        | 12 J           | 11     | 12     | 12     | 2,83                              | 3,13                              |

## Sitz und Arbeitsorte

Louise-Weiss-Gebäude, Parlamentsgebäude in Straßburg

Plenarsaal des Europäischen Parlaments in Straßburg, Frankreich.

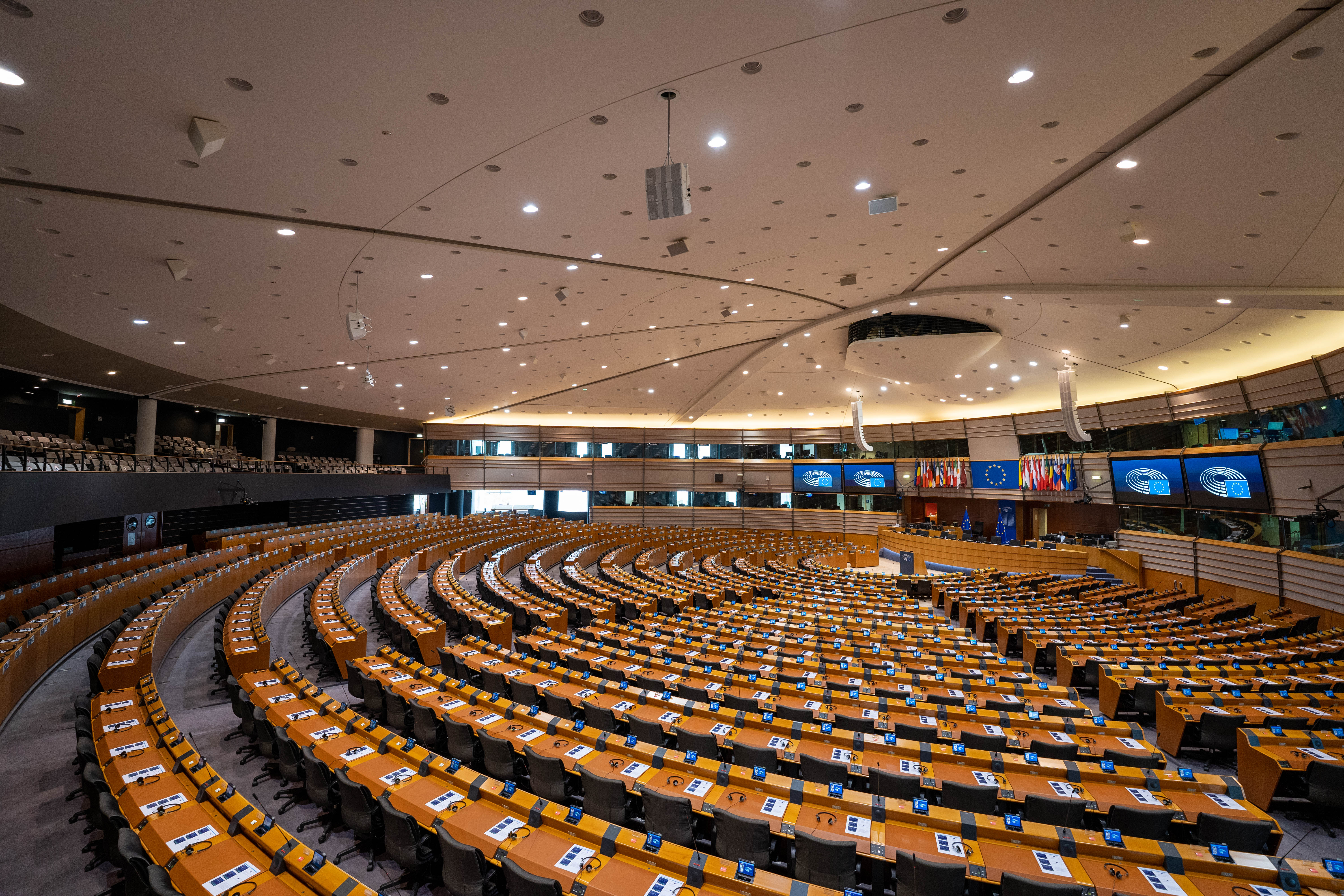
Plenarsaal im Paul-Henri-Spaak-Gebäude in Brüssel

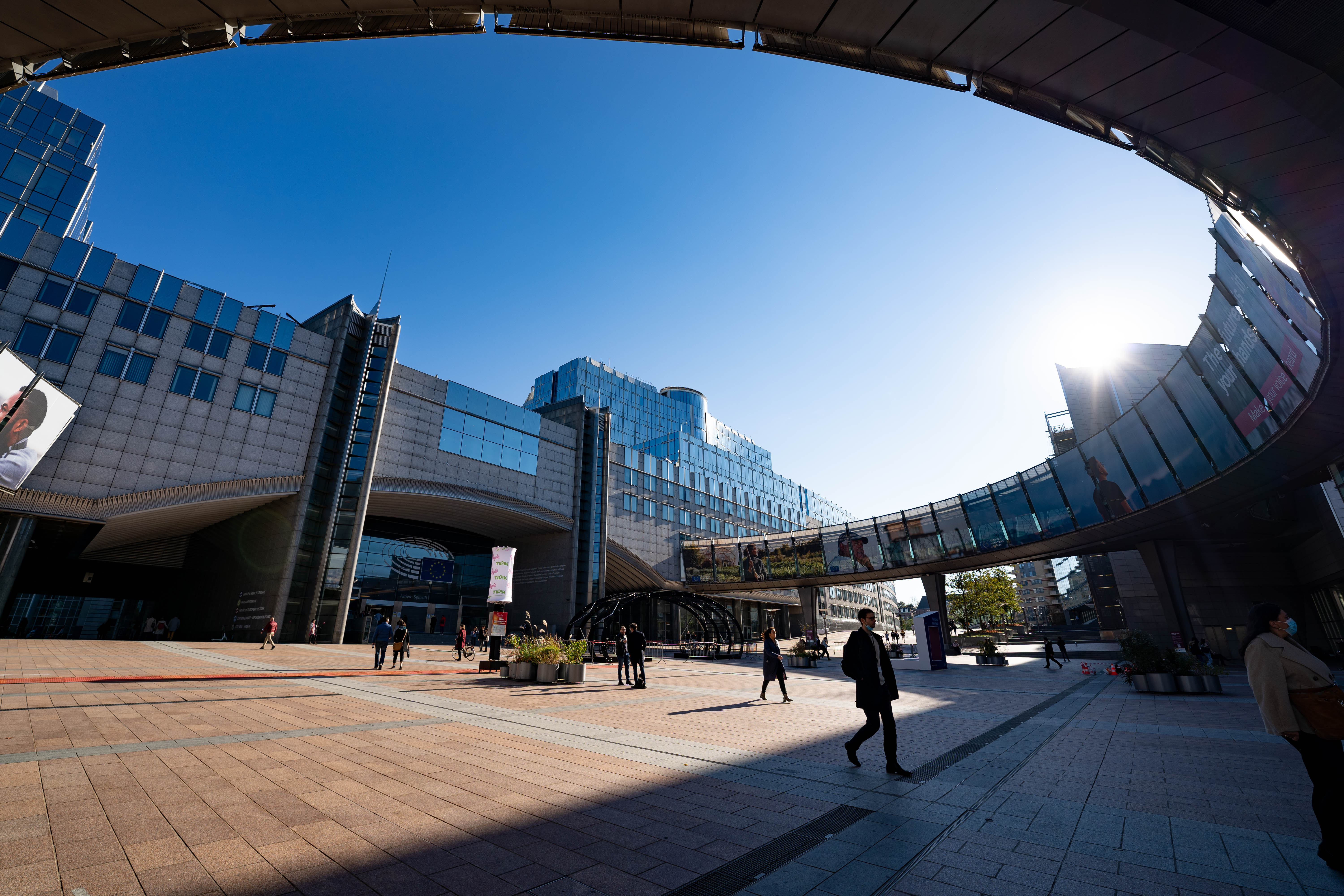
Außenansicht des Gebäude-Komplexes des Europäischen Parlaments in Brüssel

Sitz des Europäischen Parlaments ist Straßburg, wo jährlich zwölf jeweils viertägige Plenarsitzungen stattfinden (darunter die konstituierende Sitzung zu Beginn einer neuen Legislaturperiode). Die Ausschüsse und Fraktionen des Parlaments tagen jedoch in Brüssel, wo zudem bis zu sechsmal im Jahr zweitägige Plenarsitzungen stattfinden. Das Generalsekretariat des Parlaments hat seinen Standort in Luxemburg.
Die Vielzahl der Arbeitsorte des Parlaments geht auf seine historische Entwicklung zurück und war von Anfang an umstritten. Die Gründungsverträge der Europäischen Gemeinschaften sahen vor, dass der Sitz der Institutionen durch einen einstimmigen Beschluss der Außenminister im Rat für Allgemeine Angelegenheiten festgelegt werden sollte. Bei Gründung der EGKS 1951 war zunächst Luxemburg als Sitz aller Institutionen vorgesehen. Dies war für die parlamentarische Versammlung der EGKS, den Vorläufer des Europäischen Parlaments, ein Problem, weil es in Luxemburg keine ausreichend großen Räumlichkeiten gab. Die Abgeordneten wichen daher auf den Sitzungssaal des Europarates in Straßburg aus.
Nach der Gründung von EWG und Euratom 1957, deren Kommission und Rat in Brüssel tagten, wurde auch ein Teil der parlamentarischen Tätigkeiten nach Brüssel verlagert. Das Europäische Parlament forderte schon 1958 einen einheitlichen Sitz für alle Gemeinschaftsorgane und schlug dafür Brüssel, Straßburg oder Mailand vor. Die Außenminister konnten sich nicht einigen, sodass es bei einer provisorischen Lösung mit mehreren Arbeitsorten blieb.
In der Folgezeit wurden die Tätigkeiten des Parlaments immer mehr von Straßburg nach Brüssel verlegt, um es der Kommission und dem Rat näher zu bringen. Durch den Fusionsvertrag 1965 wurden schließlich die drei Gemeinschaften EGKS, EWG und Euratom vereinigt und auch die Sitzungsorte neu verteilt. Da die ehemaligen EGKS-Organe aus Luxemburg nun nicht mehr existierten, beschlossen die Mitgliedstaaten, zur Kompensation die Verwaltung des Europäischen Parlaments nach Luxemburg zu verlegen. Die parlamentarischen Tätigkeiten wurden somit über drei Arbeitsorte verteilt. Die vollständige Aufgabe eines der Standorte wurde von den jeweiligen nationalen Regierungen dieser Staaten blockiert.
Nach jahrelangen Konflikten zwischen Belgien und Frankreich fiel im Dezember 1992 auf dem Gipfel von Edinburgh die Entscheidung, in Straßburg als offiziellem Sitz des Parlaments zwölf Plenarsitzungen pro Jahr stattfinden zu lassen, während die Ausschuss- und Fraktionssitzungen nach Brüssel verlegt würden. Diese Einigung wurde 1997 im Vertrag von Amsterdam festgeschrieben.
1999 wurde in Straßburg ein neuer Plenarsaal des Parlaments fertiggestellt. Im Regelfall verbringen die Abgeordneten, die parlamentarischen Mitarbeiter sowie die Beamten des Parlaments von Montag bis Donnerstag der jeweiligen Plenarwoche ihre Zeit in Straßburg.
Das Europäische Parlament belegt in Brüssel 660.000 Quadratmeter Bürofläche, verteilt auf 18 Immobilien. Ein Um- oder Neubau des Hauptgebäudes, für rund 350 Millionen Euro, wird erwogen.

### Kritik an den Arbeitsorten

Flaggen vor dem Europaparlament in Straßburg

Wegen der finanziellen und ökologischen Kosten, die das Pendeln der Parlamentarier zwischen den verschiedenen Arbeitsorten hat, leben die Diskussionen darüber jedoch immer wieder auf. Seit 2006 versuchten Abgeordnete durch öffentliche Initiativen, den Sitz nach Brüssel zu verlegen. Ein bekanntes Beispiel dafür ist die von der ehemaligen schwedischen Abgeordneten und ehemaligen Kommissarin (bis Dezember 2019) Cecilia Malmström geführte Kampagne oneseat.eu.
Einer Studie zufolge waren 2011 91 % der Europaparlamentarier für Brüssel als einzigen Sitz. Eine fraktionenübergreifende Arbeitsgruppe arbeitet an verschiedenen Vorschlägen, um einen Kompromiss mit Frankreich zu finden, und schlug etwa vor, andere europäische Institutionen wie den Europäischen Rat oder den Europäischen Gerichtshof nach Straßburg zu verlagern. Andere Abgeordnete, etwa Bernd Posselt und die von ihm unterstützte „Kampagne für die Europäische Demokratie“, sprachen sich für eine Verstärkung der Arbeit des Parlaments am Sitz Straßburg aus.
Die Kosten für den Erhalt der drei Arbeitsorte wurden durch Rationalisierungsmaßnahmen zwischen 2002 und 2007 von 203 Millionen auf 155 Millionen Euro pro Jahr gesenkt.
Die Reisekosten für Assistenten und Beamte von und nach Straßburg betrugen im Jahr 2011 22,6 Millionen Euro. Dazu kommen Zeitverluste. Ein geleaktes Dokument des Europäischen Parlaments kommt zu dem Schluss, dass jährlich fast 70.000 Arbeitstage durch Reisen von und nach Straßburg verloren gehen.
Laut einem Bericht der Neuen Zürcher Zeitung wurden 2013 die Reisekosten in einem Bericht des EU-Parlaments auf etwa 200 Millionen Euro geschätzt, was etwa 10 % des Gesamtbudgets des Parlaments entsprach. Es wurden 5000 Personen monatlich transportiert sowie allein acht LKWs mit Akten. Der dadurch entstehende CO2-Ausstoß wurde auf 19.000 Tonnen pro Jahr geschätzt. Obwohl das Gebäude in Straßburg nur 42 Tage im Jahr genutzt wurde, wurde es das ganze Jahr über beheizt. Das ständige Pendeln zwischen Brüssel und Straßburg sei „zu einem negativen Symbol der EU geworden“.
In seinem Buch Der Zerfall bezeichnet der US-amerikanische Journalist William Drozdiak, ehemaliger Chefkorrespondent der Washington Post und langjähriger Präsident des American Council on Germany, das Pendeln zwischen den Arbeitsorten des Parlaments als „parlamentarischen Wanderzirkus“ und verglich das Parlamentsgebäude in Straßburg und die seiner Meinung nach herrschende „babylonische Verwirrung“ über die Zielsetzungen der Europäischen Union mit der Geschichte des Turmbaus zu Babel bzw. dessen Darstellung durch Pieter Bruegel den Älteren.

## Geschichte
Die Geschichte des Europäischen Parlaments beginnt bereits 1952 im Rahmen der Europäischen Gemeinschaft für Kohle und Stahl (EGKS), einer der Vorgängerorganisationen der EU. Ursprünglich nur als ein weitgehend machtloses Kontrollorgan gegenüber der Hohen Behörde gedacht, hat sich das Parlament im Laufe der Zeit den Funktionen vergleichbarer, nationaler Parlamente annähern können und besitzt im Vergleich zu früher umfassende Rechte im politischen System der EU. Diese Rechte wurden im Zuge der EU-Vertragsreformen seit den 1980er-Jahren und durch verschiedene interinstitutionelle Vereinbarungen zwischen den Organen der EU schrittweise erweitert.

### Die Gemeinsame Versammlung der EGKS 1952–1957
Vom 10. bis zum 13. September 1952 traf sich im Rahmen der EGKS zum ersten Mal die parlamentarische Versammlung, die im Vertrag zur EGKS unter dem Namen Gemeinsame Versammlung vorgesehen war, und deren zugewiesene Aufgabe nach Artikel 20 lediglich die Kontrolle sein sollte: [S]ie übt die Kontrollbefugnisse aus, die ihr nach diesem Vertrage zustehen. Die Versammlung bestand aus 78 nationalen Abgeordneten, die von den jeweiligen nationalen Parlamenten gewählt worden waren. Wahlverfahren und Kompetenzen der Versammlung orientierten sich an der Parlamentarischen Versammlung des Europarates, die drei Jahre zuvor gegründet worden war. Die Möglichkeiten der Gemeinsamen Versammlung beschränkten sich auf die Debatte des Rechenschaftsberichts, den die Hohe Behörde jährlich abliefern musste. Im Rahmen dieser Aussprache hatte sie allerdings auch das Recht, die Hohe Behörde der EGKS mit einem Misstrauensvotum durch eine Zweidrittelmehrheit zum Rücktritt zu zwingen. Von Anfang an erfolgte die Zusammenarbeit innerhalb der Versammlung nicht nach nationaler Herkunft, sondern nach politischer Ausrichtung der Parlamentarier, sodass sich bereits im Jahr 1953 die ersten Fraktionen bildeten. Im gleichen Jahr wurden auch die ersten Ausschüsse gegründet, die grob die Struktur der Hohen Behörde abbilden und deren Arbeit somit inhaltlich begleiten sollten. Die erste Versammlung umfasste 38 christdemokratische, 23 sozialistische und sozialdemokratische sowie 11 liberale Mitglieder, 6 Parlamentarier blieben fraktionslos. Die Mitglieder der Versammlung waren nicht nur erfahrene Parlamentarier, sondern häufig auch diejenigen Mitglieder der nationalen Parlamente, die am meisten Europaenthusiasmus aufbrachten und somit auch ein deutliches Interesse an einer Weiterentwicklung der Versammlung hatten.
Erster Präsident der Gemeinsamen Versammlung war der Belgier Paul-Henri Spaak.

### Das Europäische Parlament seit 1957

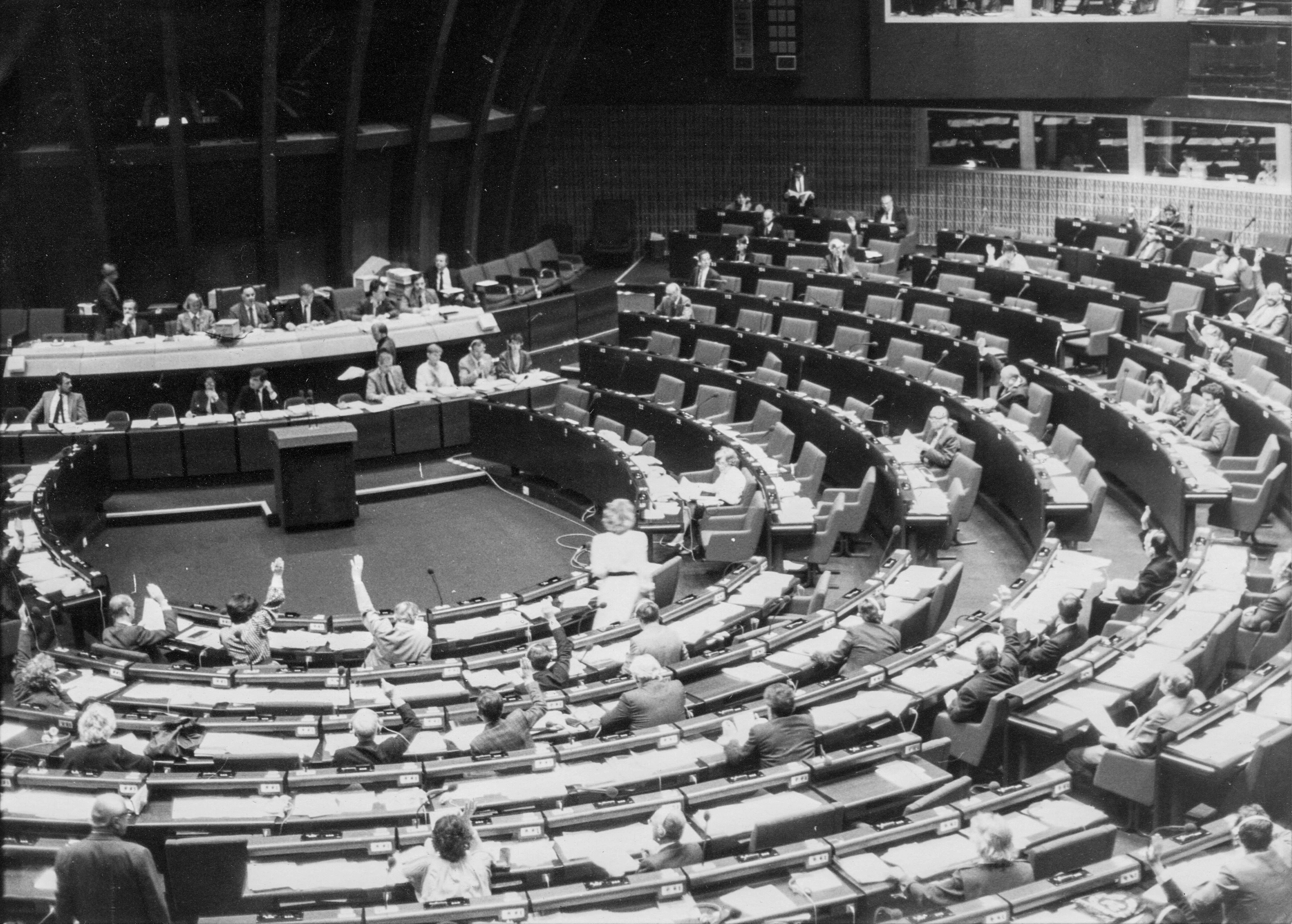
Sitzung des Europa-Parlaments im April 1985 in Straßburg

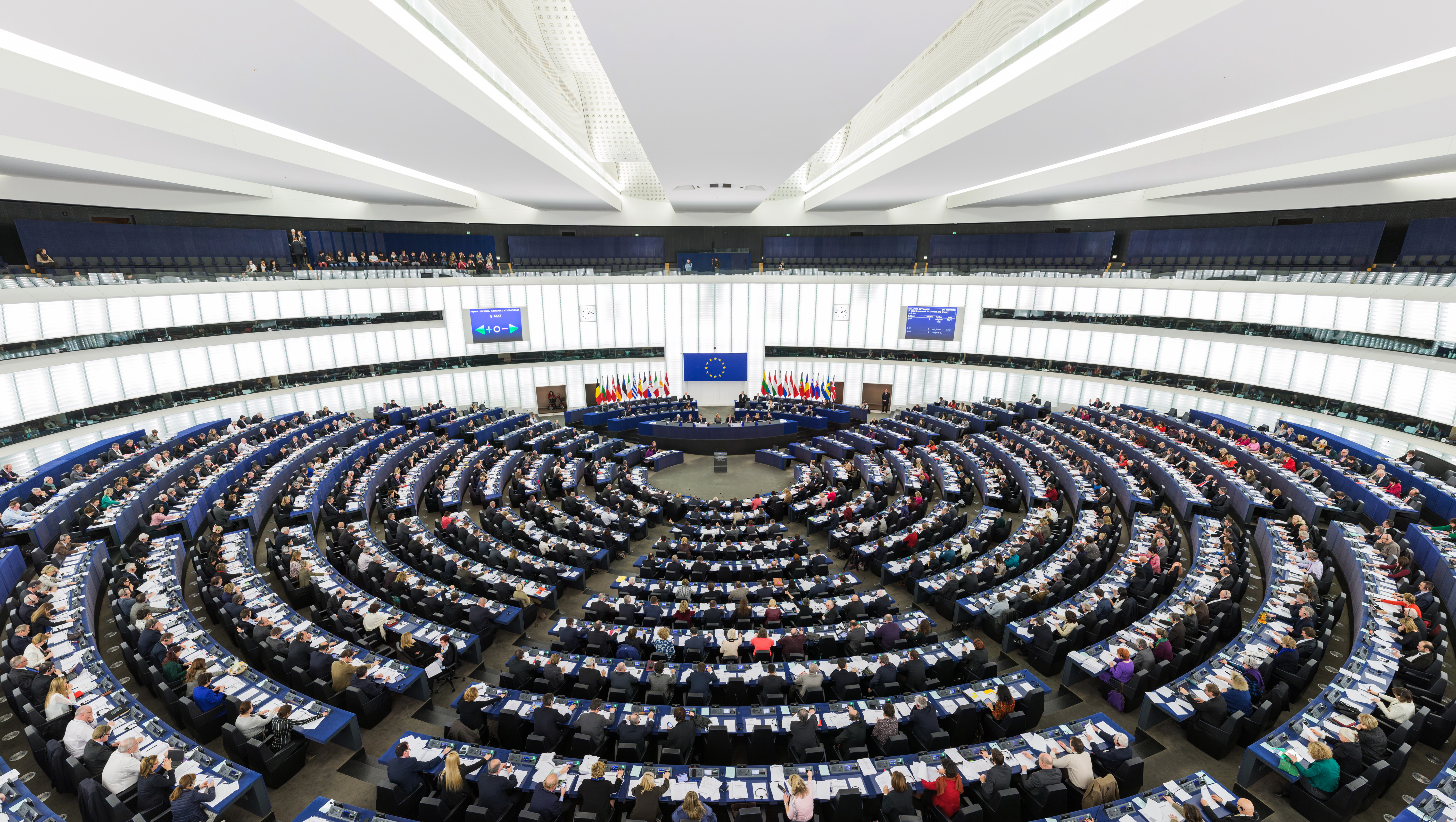
Sitzung des Europa-Parlaments im Februar 2014 in Straßburg

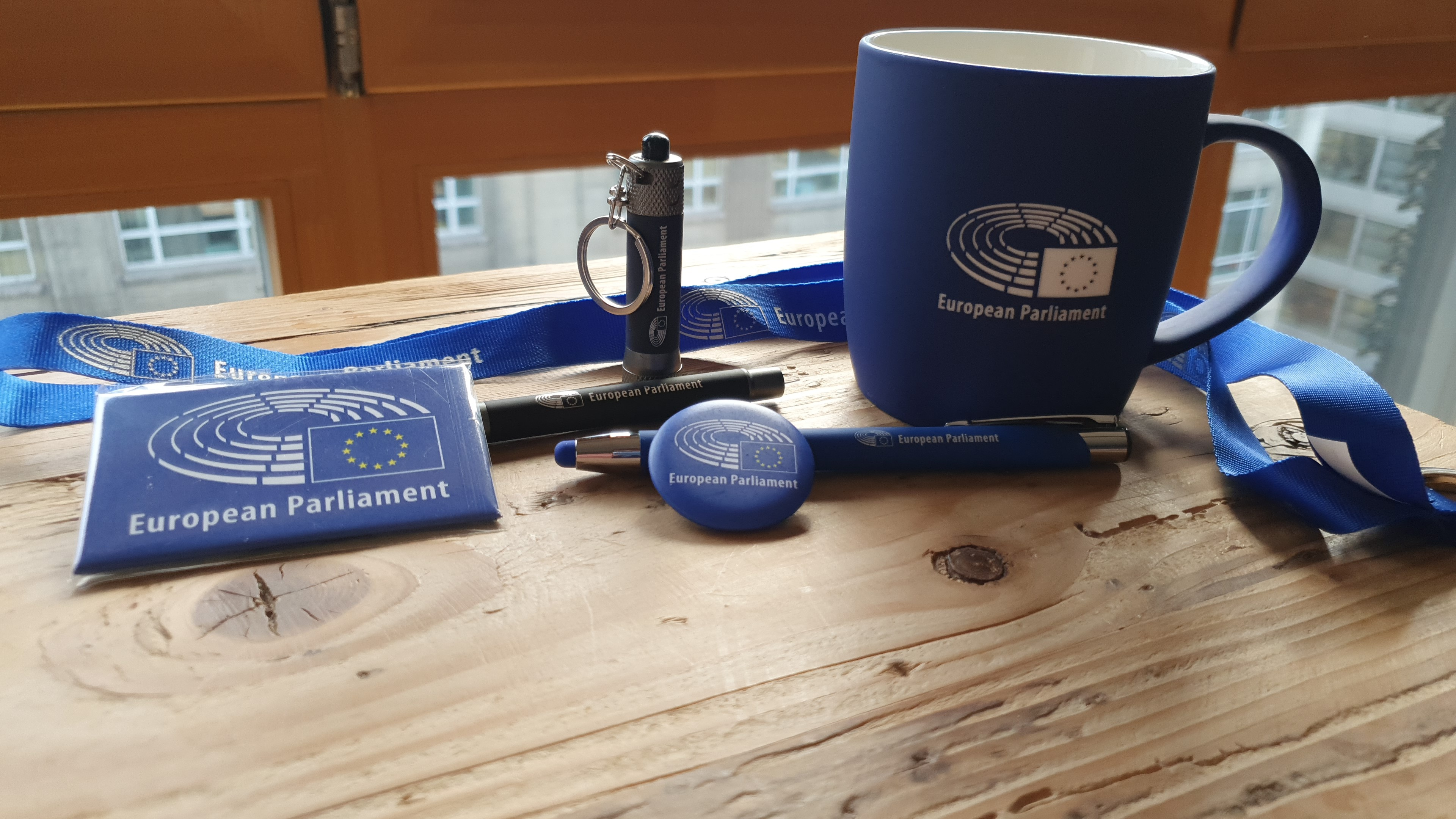
Werbeartikel des Europaparlaments mit aktuellem Logo

1957 wurden mit den Römischen Verträgen die Europäische Wirtschaftsgemeinschaft (EWG) sowie die Europäische Atomgemeinschaft (Euratom) gegründet. Die Parlamentarische Versammlung der EGKS war jetzt für alle drei Gemeinschaften zuständig und wurde auf 142 Abgeordnete erweitert. Sie erhielt keine neuen Kompetenzen, gab sich aber trotzdem selbst den Namen Europäisches Parlament (der erst 1986 auch von den Einzelstaaten offiziell anerkannt wurde). Als die Europäischen Gemeinschaften 1971 eigene Finanzmittel erhielten, wurde die Versammlung an der Aufstellung und der Verabschiedung des Haushaltsplans beteiligt – allerdings nicht im Bereich der sogenannten „obligatorischen Ausgaben“, d. h. vor allem der Ausgaben für die Gemeinsame Agrarpolitik, die zu jener Zeit rund 90 % des Gesamtetats ausmachten. Diese begrenzten Kompetenzen des Parlaments wie auch ein in Deutschland verbreitetes Desinteresse führten in den siebziger Jahren zu Spottsprüchen wie „Hast du einen Opa, schick ihn nach Europa“: Nach Meinung vieler deutscher Kommentatoren lag die Hauptfunktion des Europäischen Parlaments damals darin, Altpolitikern einen politisch unbedeutenden Versorgungsposten zu verschaffen. In anderen Ländern, etwa in Frankreich oder Italien, galt ein Mandat im Europäischen Parlament dagegen als Karrieresprungbrett für politische Talente.
Seit Ende der 1970er-Jahre gewann das Europäische Parlament schrittweise an Bedeutung. 1979 fanden die ersten direkten Europawahlen statt, bei denen die Bürger selbst das Parlament wählen konnten. Erste Präsidentin des direkt gewählten Parlaments wurde die französische Politikerin Simone Veil, die als junge Frau die Konzentrationslager Auschwitz und Bergen-Belsen überlebt hatte. Die Direktwahl des Parlaments war zunächst zwar nicht mit einer Ausweitung seiner Zuständigkeiten verbunden, verschaffte dem Parlament aber eine bessere Legitimation und ein größeres Selbstbewusstsein gegenüber den anderen EG-Institutionen. Das ging so weit, dass ein Parlamentsausschuss unter Leitung von Altiero Spinelli 1984 einen föderalistisch geprägten Vertragsentwurf für eine neu zu gründende Europäische Union ausarbeitete, in dem das Europäische Parlament die zentrale Stellung einnehmen sollte. Dieser Entwurf wurde von den Regierungen der Mitgliedsstaaten zwar nicht angenommen, 1986 fand jedoch durch die Einheitliche Europäische Akte erstmals tatsächlich eine wichtige Kompetenzerweiterung für das Parlament statt: Mit dem so genannten Verfahren der Zusammenarbeit war es nun an der allgemeinen Gesetzgebung beteiligt und konnte offiziell Änderungsvorschläge an Gesetzentwürfen machen, auch wenn nach wie vor das letzte Wort beim Ministerrat verblieb. Dies änderte sich – wenigstens in einigen Politikbereichen – durch den nächsten wesentlichen Schritt bei der Ausweitung der Kompetenzen des Parlaments, den Vertrag von Maastricht 1992. In diesem wurde nun für einige Politikbereiche das so genannte Mitentscheidungsverfahren eingeführt, in dem das Parlament dem Rat gleichgestellt wurde. Es konnte nun einen Gesetzentwurf zwar noch immer nicht gegen den Willen des Rats durchsetzen; allerdings konnte auch nichts mehr ohne das Parlament beschlossen werden. Außerdem erhielt es das Recht, eigenständig Untersuchungsausschüsse einzusetzen, was seine Kontrollmöglichkeiten stark erweiterte. Durch die jüngsten Vertragsreformen von Amsterdam 1997 und von Nizza 2001 schließlich wurde das Mitentscheidungsverfahren ausgeweitet, sodass es nun für einen Großteil der Politikbereiche der Europäischen Union gilt. Wichtige Ausnahmen waren nur die Gemeinsame Agrarpolitik und die polizeiliche und justizielle Zusammenarbeit in Strafsachen, die erst durch den Vertrag von Lissabon 2007 in das (nunmehr in ordentliches Gesetzgebungsverfahren umbenannte) Mitentscheidungsverfahren einbezogen wurden. Außerdem erhielt das Parlament durch diesen Vertrag die volle Hoheit über die Ausgabenseite des EU-Haushalts – also auch über die „obligatorischen Ausgaben“, die zuletzt noch rund 40 % des Gesamtetats ausgemacht hatten.

## Sonstiges
Seit 1988 verleiht das Europäische Parlament jedes Jahr den Sacharow-Preis an Persönlichkeiten oder Organisationen, die sich für die Verteidigung der Menschenrechte einsetzen. Der Preis ist nach dem russischen Physiker und Menschenrechtler Andrei Sacharow benannt und mit 50.000 Euro dotiert. Im Jahr 2008 wurde der Preis trotz Warnungen Chinas an den inhaftierten chinesischen Menschenrechtsaktivisten Hu Jia verliehen, 2009 an die russische Menschenrechtsorganisation Memorial. Weitere Preisträger waren bisher unter anderem Leyla Zana, Aung San Suu Kyi, Kofi Annan und die Vereinten Nationen.
Im Jahr 2005 wurde dem Europäischen Parlament der österreichische Big Brother Award in der Kategorie Positiv-Preis „Defensor Libertatis“ verliehen wegen der Ablehnung eines Entwurfs zur Patentierbarkeit von Software und wegen der Weigerung, Passagierdaten von Flugreisen an die USA weiterzugeben.
Das Europäische Parlament unterhält einen eigenen Fernsehsender namens EuroparlTV. Außerdem organisiert es zusammen mit der Europäischen Kommission in Deutschland die Veranstaltungsreihe Mitreden über Europa.
Am 14. Oktober 2011 wurde vom damaligen Präsidenten des Europäischen Parlaments, Jerzy Buzek, nach vier Jahren Planungs- und Bauzeit das Parlamentarium eröffnet. Es ist das größte Besucherzentrum eines Parlaments in Europa.
Am 28. November 2019 hat das Europäische Parlament den Klimanotstand ausgerufen.
Am 23. November 2022 verabschiedete das EU-Parlament vor dem Hintergrund des andauerndes russischen Angriffskriegs gegen die Ukraine eine Resolution, mit der Russland in der EU als staatlicher Unterstützer von Terrorismus eingeordnet wurde.
Im März 2024 beschloss das Europäische Parlament, die EU-Kommission wegen der umstrittenen Freigabe von Fördergeldern für Ungarn zu verklagen.

## Kritik
Der Politikwissenschaftler Colin Crouch bezeichnet das europäische Parlament als postdemokratisch. Er kritisiert dessen Ohnmacht und Schwäche, so kann es bei Gesetzesprojekten zwar mitreden, selbst aber keine Gesetze beschließen. Die Europäische Kommission, als quasi Regierung der EU, ist eine vom EU-Parlament separierte Institution und dem Parlament nicht rechenschaftspflichtig. Es sei praktisch überhaupt nicht in den Köpfen und Herzen der europäischen Bürger verwurzelt.

## Kosten, Kostenentwicklung, Mitarbeiter
Die jährlichen Kosten des Parlaments betrugen 2011 1,69 Mrd. Euro, seit 2009 war das eine Steigerung um 18,1 %. Für 2012 waren es 1,725 Mrd. Euro, 2,5 % Steigerung. 5 % des EU-Budgets werden für den Unterhalt der Institutionen ausgegeben, 1 % des Budgets für das Parlament. Von 2004 bis 2012 ist die Anzahl der Mitarbeiter des Parlaments von 3942 Personen auf 6245 Personen gestiegen:
- 1935 der Bediensteten sind leitende Angestellte (AD, Administratoren). Sie sind in 12 Dienststufen unterteilt, AD 5 bis AD 16.
- 2749 Mitarbeiter sind Assistenten (AST). Sie sind mit Bürotätigkeiten befasst.
- 1561 Mitarbeiter sind Zeitmitarbeiter, Vertragsmitarbeiter (ehemals Hilfsmitarbeiter) und Sonderberater.

1000 dieser parlamentarischen Mitarbeiter verdienen mehr als ein Mitglied des Europäischen Parlaments.
2014 wurde im Zuge der Europawahlen bekannt, dass der damalige Präsident des Parlaments, Martin Schulz, zusätzlich zu seinem Gehalt von ca. 200.000 Euro ein Tagegeld von 304 Euro für 365 Tage erhält. Diese 110.000 Euro erhält der Präsident, ohne an Sitzungen teilnehmen zu müssen. Vizepräsidenten erhalten keine besondere Zulage, sondern ein Anrecht auf einen zusätzlichen Assistenten.

## Wahlperioden des Europäischen Parlaments
1. 1979–1984
2. 1984–1989
3. 1989–1994
4. 1994–1999
5. 1999–2004
6. 2004–2009
7. 2009–2014
8. 2014–2019
9. 2019–2024
10. 2024–2029